# Lista de asteroides (312001-313000)
Esta é uma lista parcial de asteroides, do asteroide número 312001 até o 313000, inclusive. Veja também o índice com todas as listas disponíveis.

| Objeto Próximos à Terra | Cinturão de asteroides (interno) | Cinturão de asteroides (externo) | Centauro       |
| Cruzador de Marte       | Cinturão de asteroides (meio)    | Troianos de Júpiter              | Transnetuniano |

Veja mais dados de cada asteroide na ligação externa para o Minor Planet Center na última coluna.
Índice: 312001... 312101... 312201... 312301... 312401... 312501... 312601... 312701... 312801... 312901... 

## 312001–312100
| Designação | Designação | Descoberta  | Descoberta        | Descobridor(es)     | Categoria | Mais informações / Referência |
| Permanente | Provisória | Data        | Local             | Descobridor(es)     | Categoria | Mais informações / Referência |
| ---------- | ---------- | ----------- | ----------------- | ------------------- | --------- | ----------------------------- |
| 312001     | 2007 PK2   | 5 ago 2007  | 7300 Observatory  | W. K. Y. Yeung      | Vesta     | MPC                           |
| 312002     | 2007 PL6   | 6 ago 2007  | Reedy Creek       | J. Broughton        | —         | MPC                           |
| 312003     | 2007 PM15  | 8 ago 2007  | Socorro           | LINEAR              | —         | MPC                           |
| 312004     | 2007 PW27  | 14 ago 2007 | Siding Spring     | SSS                 | —         | MPC                           |
| 312005     | 2007 PG32  | 8 ago 2007  | Socorro           | LINEAR              | —         | MPC                           |
| 312006     | 2007 PD49  | 8 ago 2007  | Socorro           | LINEAR              | —         | MPC                           |
| 312007     | 2007 QH6   | 21 ago 2007 | Anderson Mesa     | LONEOS              | —         | MPC                           |
| 312008     | 2007 QB7   | 21 ago 2007 | Anderson Mesa     | LONEOS              | —         | MPC                           |
| 312009     | 2007 QR8   | 22 ago 2007 | Anderson Mesa     | LONEOS              | —         | MPC                           |
| 312010     | 2007 QO16  | 18 ago 2007 | Anderson Mesa     | LONEOS              | —         | MPC                           |
| 312011     | 2007 RW2   | 3 set 2007  | Catalina          | CSS                 | —         | MPC                           |
| 312012     | 2007 RO15  | 12 set 2007 | Mount Lemmon      | Mount Lemmon Survey | —         | MPC                           |
| 312013     | 2007 RV16  | 12 set 2007 | Goodricke-Pigott  | R. A. Tucker        | —         | MPC                           |
| 312014     | 2007 RH18  | 13 set 2007 | Vicques           | M. Ory              | —         | MPC                           |
| 312015     | 2007 RL29  | 4 set 2007  | Catalina          | CSS                 | —         | MPC                           |
| 312016     | 2007 RL34  | 6 set 2007  | Anderson Mesa     | LONEOS              | —         | MPC                           |
| 312017     | 2007 RQ36  | 8 set 2007  | Anderson Mesa     | LONEOS              | —         | MPC                           |
| 312018     | 2007 RJ45  | 9 set 2007  | Kitt Peak         | Spacewatch          | —         | MPC                           |
| 312019     | 2007 RN45  | 9 set 2007  | Kitt Peak         | Spacewatch          | —         | MPC                           |
| 312020     | 2007 RP48  | 9 set 2007  | Mount Lemmon      | Mount Lemmon Survey | —         | MPC                           |
| 312021     | 2007 RV60  | 10 set 2007 | Catalina          | CSS                 | —         | MPC                           |
| 312022     | 2007 RE72  | 10 set 2007 | Kitt Peak         | Spacewatch          | Mitidika  | MPC                           |
| 312023     | 2007 RT75  | 10 set 2007 | Mount Lemmon      | Mount Lemmon Survey | Vesta     | MPC                           |
| 312024     | 2007 RE86  | 10 set 2007 | Mount Lemmon      | Mount Lemmon Survey | —         | MPC                           |
| 312025     | 2007 RN95  | 10 set 2007 | Kitt Peak         | Spacewatch          | —         | MPC                           |
| 312026     | 2007 RS98  | 10 set 2007 | Kitt Peak         | Spacewatch          | —         | MPC                           |
| 312027     | 2007 RL103 | 11 set 2007 | Catalina          | CSS                 | —         | MPC                           |
| 312028     | 2007 RA119 | 11 set 2007 | Purple Mountain   | PMO NEO             | Chloris   | MPC                           |
| 312029     | 2007 RU125 | 12 set 2007 | Catalina          | CSS                 | —         | MPC                           |
| 312030     | 2007 RK133 | 15 set 2007 | Siding Spring     | SSS                 | —         | MPC                           |
| 312031     | 2007 RJ141 | 13 set 2007 | Socorro           | LINEAR              | —         | MPC                           |
| 312032     | 2007 RM141 | 13 set 2007 | Socorro           | LINEAR              | —         | MPC                           |
| 312033     | 2007 RR143 | 14 set 2007 | Socorro           | LINEAR              | —         | MPC                           |
| 312034     | 2007 RA146 | 14 set 2007 | Socorro           | LINEAR              | —         | MPC                           |
| 312035     | 2007 RL153 | 10 set 2007 | Kitt Peak         | Spacewatch          | —         | MPC                           |
| 312036     | 2007 RX156 | 11 set 2007 | Mount Lemmon      | Mount Lemmon Survey | Mitidika  | MPC                           |
| 312037     | 2007 RS164 | 10 set 2007 | Kitt Peak         | Spacewatch          | —         | MPC                           |
| 312038     | 2007 RT174 | 10 set 2007 | Kitt Peak         | Spacewatch          | —         | MPC                           |
| 312039     | 2007 RQ180 | 11 set 2007 | Mount Lemmon      | Mount Lemmon Survey | —         | MPC                           |
| 312040     | 2007 RC185 | 13 set 2007 | Mount Lemmon      | Mount Lemmon Survey | —         | MPC                           |
| 312041     | 2007 RB209 | 10 set 2007 | Kitt Peak         | Spacewatch          | —         | MPC                           |
| 312042     | 2007 RQ212 | 11 set 2007 | Lulin Observatory | LUSS                | —         | MPC                           |
| 312043     | 2007 RQ219 | 14 set 2007 | Mount Lemmon      | Mount Lemmon Survey | —         | MPC                           |
| 312044     | 2007 RS232 | 11 set 2007 | Purple Mountain   | PMO NEO             | —         | MPC                           |
| 312045     | 2007 RZ232 | 12 set 2007 | Mount Lemmon      | Mount Lemmon Survey | —         | MPC                           |
| 312046     | 2007 RO239 | 14 set 2007 | Catalina          | CSS                 | —         | MPC                           |
| 312047     | 2007 RG240 | 14 set 2007 | Mount Lemmon      | Mount Lemmon Survey | —         | MPC                           |
| 312048     | 2007 RW241 | 13 set 2007 | Socorro           | LINEAR              | Mitidika  | MPC                           |
| 312049     | 2007 RF245 | 11 set 2007 | Kitt Peak         | Spacewatch          | —         | MPC                           |
| 312050     | 2007 RD246 | 12 set 2007 | Catalina          | CSS                 | —         | MPC                           |
| 312051     | 2007 RO285 | 13 set 2007 | Mount Lemmon      | Mount Lemmon Survey | —         | MPC                           |
| 312052     | 2007 RX286 | 5 set 2007  | Catalina          | CSS                 | —         | MPC                           |
| 312053     | 2007 RG298 | 9 set 2007  | Kitt Peak         | Spacewatch          | —         | MPC                           |
| 312054     | 2007 RR309 | 10 set 2007 | Mount Lemmon      | Mount Lemmon Survey | —         | MPC                           |
| 312055     | 2007 RC319 | 12 set 2007 | Catalina          | CSS                 | —         | MPC                           |
| 312056     | 2007 RD321 | 13 set 2007 | Socorro           | LINEAR              | —         | MPC                           |
| 312057     | 2007 RC325 | 14 set 2007 | Mount Lemmon      | Mount Lemmon Survey | —         | MPC                           |
| 312058     | 2007 ST5   | 19 set 2007 | Socorro           | LINEAR              | —         | MPC                           |
| 312059     | 2007 SO15  | 25 set 2007 | Mount Lemmon      | Mount Lemmon Survey | —         | MPC                           |
| 312060     | 2007 SU15  | 30 set 2007 | Kitt Peak         | Spacewatch          | —         | MPC                           |
| 312061     | 2007 SY16  | 30 set 2007 | Kitt Peak         | Spacewatch          | —         | MPC                           |
| 312062     | 2007 SU21  | 19 set 2007 | Kitt Peak         | Spacewatch          | —         | MPC                           |
| 312063     | 2007 SH22  | 18 set 2007 | Socorro           | LINEAR              | Mitidika  | MPC                           |
| 312064     | 2007 SC23  | 25 set 2007 | Mount Lemmon      | Mount Lemmon Survey | —         | MPC                           |
| 312065     | 2007 TB10  | 6 out 2007  | Socorro           | LINEAR              | —         | MPC                           |
| 312066     | 2007 TP12  | 6 out 2007  | Socorro           | LINEAR              | Mitidika  | MPC                           |
| 312067     | 2007 TM13  | 6 out 2007  | Socorro           | LINEAR              | —         | MPC                           |
| 312068     | 2007 TE18  | 3 out 2007  | Needville         | Needville Obs.      | —         | MPC                           |
| 312069     | 2007 TL18  | 8 out 2007  | Goodricke-Pigott  | R. A. Tucker        | —         | MPC                           |
| 312070     | 2007 TA19  | 9 out 2007  | Siding Spring     | SSS                 | —         | MPC                           |
| 312071     | 2007 TJ22  | 8 out 2007  | Kitt Peak         | Spacewatch          | —         | MPC                           |
| 312072     | 2007 TG24  | 8 out 2007  | Kitt Peak         | Spacewatch          | Mitidika  | MPC                           |
| 312073     | 2007 TL29  | 4 out 2007  | Kitt Peak         | Spacewatch          | —         | MPC                           |
| 312074     | 2007 TW34  | 6 out 2007  | Kitt Peak         | Spacewatch          | Mitidika  | MPC                           |
| 312075     | 2007 TK39  | 6 out 2007  | Kitt Peak         | Spacewatch          | —         | MPC                           |
| 312076     | 2007 TH41  | 6 out 2007  | Kitt Peak         | Spacewatch          | —         | MPC                           |
| 312077     | 2007 TH43  | 7 out 2007  | Mount Lemmon      | Mount Lemmon Survey | Mitidika  | MPC                           |
| 312078     | 2007 TB45  | 7 out 2007  | Catalina          | CSS                 | —         | MPC                           |
| 312079     | 2007 TL49  | 4 out 2007  | Kitt Peak         | Spacewatch          | —         | MPC                           |
| 312080     | 2007 TO50  | 4 out 2007  | Kitt Peak         | Spacewatch          | —         | MPC                           |
| 312081     | 2007 TT60  | 6 out 2007  | Kitt Peak         | Spacewatch          | —         | MPC                           |
| 312082     | 2007 TT62  | 7 out 2007  | Mount Lemmon      | Mount Lemmon Survey | —         | MPC                           |
| 312083     | 2007 TO75  | 4 out 2007  | Catalina          | CSS                 | —         | MPC                           |
| 312084     | 2007 TQ78  | 5 out 2007  | Kitt Peak         | Spacewatch          | —         | MPC                           |
| 312085     | 2007 TN79  | 5 out 2007  | Kitt Peak         | Spacewatch          | —         | MPC                           |
| 312086     | 2007 TF95  | 7 out 2007  | Catalina          | CSS                 | —         | MPC                           |
| 312087     | 2007 TS95  | 7 out 2007  | Kitt Peak         | Spacewatch          | —         | MPC                           |
| 312088     | 2007 TQ97  | 8 out 2007  | Anderson Mesa     | LONEOS              | —         | MPC                           |
| 312089     | 2007 TG99  | 8 out 2007  | Mount Lemmon      | Mount Lemmon Survey | Mitidika  | MPC                           |
| 312090     | 2007 TW99  | 8 out 2007  | Kitt Peak         | Spacewatch          | —         | MPC                           |
| 312091     | 2007 TD104 | 8 out 2007  | Mount Lemmon      | Mount Lemmon Survey | —         | MPC                           |
| 312092     | 2007 TR108 | 7 out 2007  | Mount Lemmon      | Mount Lemmon Survey | —         | MPC                           |
| 312093     | 2007 TT108 | 7 out 2007  | Catalina          | CSS                 | —         | MPC                           |
| 312094     | 2007 TG110 | 7 out 2007  | Mount Lemmon      | Mount Lemmon Survey | —         | MPC                           |
| 312095     | 2007 TM114 | 8 out 2007  | Catalina          | CSS                 | —         | MPC                           |
| 312096     | 2007 TH122 | 6 out 2007  | Kitt Peak         | Spacewatch          | —         | MPC                           |
| 312097     | 2007 TF129 | 6 out 2007  | Kitt Peak         | Spacewatch          | —         | MPC                           |
| 312098     | 2007 TM130 | 7 out 2007  | Dauban            | Chante-Perdrix Obs. | —         | MPC                           |
| 312099     | 2007 TC131 | 20 dez 2004 | Mount Lemmon      | Mount Lemmon Survey | Mitidika  | MPC                           |
| 312100     | 2007 TW133 | 7 out 2007  | Mount Lemmon      | Mount Lemmon Survey | —         | MPC                           |

## 312101–312200
| Designação | Designação | Descoberta  | Descoberta      | Descobridor(es)     | Categoria | Mais informações / Referência |
| Permanente | Provisória | Data        | Local           | Descobridor(es)     | Categoria | Mais informações / Referência |
| ---------- | ---------- | ----------- | --------------- | ------------------- | --------- | ----------------------------- |
| 312101     | 2007 TX133 | 7 out 2007  | Mount Lemmon    | Mount Lemmon Survey | Mitidika  | MPC                           |
| 312102     | 2007 TV143 | 6 out 2007  | Socorro         | LINEAR              | —         | MPC                           |
| 312103     | 2007 TN148 | 7 out 2007  | Socorro         | LINEAR              | —         | MPC                           |
| 312104     | 2007 TX153 | 9 out 2007  | Socorro         | LINEAR              | —         | MPC                           |
| 312105     | 2007 TN156 | 9 out 2007  | Socorro         | LINEAR              | —         | MPC                           |
| 312106     | 2007 TO156 | 9 out 2007  | Socorro         | LINEAR              | —         | MPC                           |
| 312107     | 2007 TR158 | 9 out 2007  | Socorro         | LINEAR              | —         | MPC                           |
| 312108     | 2007 TS159 | 9 out 2007  | Socorro         | LINEAR              | —         | MPC                           |
| 312109     | 2007 TV159 | 9 out 2007  | Socorro         | LINEAR              | —         | MPC                           |
| 312110     | 2007 TJ162 | 11 out 2007 | Socorro         | LINEAR              | —         | MPC                           |
| 312111     | 2007 TH167 | 12 out 2007 | Socorro         | LINEAR              | —         | MPC                           |
| 312112     | 2007 TL168 | 12 out 2007 | Socorro         | LINEAR              | —         | MPC                           |
| 312113     | 2007 TG173 | 4 out 2007  | Kitt Peak       | Spacewatch          | —         | MPC                           |
| 312114     | 2007 TG177 | 6 out 2007  | Kitt Peak       | Spacewatch          | —         | MPC                           |
| 312115     | 2007 TK181 | 8 out 2007  | Anderson Mesa   | LONEOS              | —         | MPC                           |
| 312116     | 2007 TF193 | 6 out 2007  | Kitt Peak       | Spacewatch          | —         | MPC                           |
| 312117     | 2007 TQ194 | 7 out 2007  | Mount Lemmon    | Mount Lemmon Survey | —         | MPC                           |
| 312118     | 2007 TS202 | 8 out 2007  | Mount Lemmon    | Mount Lemmon Survey | —         | MPC                           |
| 312119     | 2007 TY202 | 8 out 2007  | Mount Lemmon    | Mount Lemmon Survey | Mitidika  | MPC                           |
| 312120     | 2007 TW210 | 7 out 2007  | Kitt Peak       | Spacewatch          | —         | MPC                           |
| 312121     | 2007 TK220 | 8 out 2007  | Mount Lemmon    | Mount Lemmon Survey | Chloris   | MPC                           |
| 312122     | 2007 TV228 | 8 out 2007  | Kitt Peak       | Spacewatch          | Mitidika  | MPC                           |
| 312123     | 2007 TS229 | 8 out 2007  | Kitt Peak       | Spacewatch          | —         | MPC                           |
| 312124     | 2007 TG236 | 9 out 2007  | Mount Lemmon    | Mount Lemmon Survey | —         | MPC                           |
| 312125     | 2007 TT237 | 9 out 2007  | Purple Mountain | PMO NEO             | —         | MPC                           |
| 312126     | 2007 TU239 | 10 out 2007 | Mount Lemmon    | Mount Lemmon Survey | —         | MPC                           |
| 312127     | 2007 TO246 | 9 out 2007  | Catalina        | CSS                 | —         | MPC                           |
| 312128     | 2007 TX248 | 11 out 2007 | Kitt Peak       | Spacewatch          | —         | MPC                           |
| 312129     | 2007 TJ254 | 8 out 2007  | Mount Lemmon    | Mount Lemmon Survey | —         | MPC                           |
| 312130     | 2007 TH263 | 10 out 2007 | Kitt Peak       | Spacewatch          | —         | MPC                           |
| 312131     | 2007 TG267 | 9 out 2007  | Kitt Peak       | Spacewatch          | —         | MPC                           |
| 312132     | 2007 TY271 | 9 out 2007  | Kitt Peak       | Spacewatch          | —         | MPC                           |
| 312133     | 2007 TT279 | 12 out 2007 | Mount Lemmon    | Mount Lemmon Survey | —         | MPC                           |
| 312134     | 2007 TZ282 | 8 out 2007  | Mount Lemmon    | Mount Lemmon Survey | Mitidika  | MPC                           |
| 312135     | 2007 TH284 | 9 out 2007  | Anderson Mesa   | LONEOS              | —         | MPC                           |
| 312136     | 2007 TD287 | 11 out 2007 | Catalina        | CSS                 | —         | MPC                           |
| 312137     | 2007 TS289 | 12 out 2007 | Catalina        | CSS                 | —         | MPC                           |
| 312138     | 2007 TD297 | 10 out 2007 | Purple Mountain | PMO NEO             | —         | MPC                           |
| 312139     | 2007 TY298 | 12 out 2007 | Kitt Peak       | Spacewatch          | —         | MPC                           |
| 312140     | 2007 TR300 | 12 out 2007 | Kitt Peak       | Spacewatch          | —         | MPC                           |
| 312141     | 2007 TW314 | 12 out 2007 | Kitt Peak       | Spacewatch          | Mitidika  | MPC                           |
| 312142     | 2007 TP362 | 14 out 2007 | Mount Lemmon    | Mount Lemmon Survey | —         | MPC                           |
| 312143     | 2007 TW366 | 9 out 2007  | Kitt Peak       | Spacewatch          | —         | MPC                           |
| 312144     | 2007 TW373 | 14 out 2007 | Catalina        | CSS                 | —         | MPC                           |
| 312145     | 2007 TM376 | 10 out 2007 | Catalina        | CSS                 | —         | MPC                           |
| 312146     | 2007 TE391 | 14 out 2007 | Mount Lemmon    | Mount Lemmon Survey | —         | MPC                           |
| 312147     | 2007 TG412 | 14 out 2007 | Catalina        | CSS                 | —         | MPC                           |
| 312148     | 2007 TY412 | 15 out 2007 | Anderson Mesa   | LONEOS              | —         | MPC                           |
| 312149     | 2007 TE413 | 15 out 2007 | Anderson Mesa   | LONEOS              | —         | MPC                           |
| 312150     | 2007 TJ424 | 7 out 2007  | Catalina        | CSS                 | —         | MPC                           |
| 312151     | 2007 TP432 | 6 out 2007  | Kitt Peak       | Spacewatch          | Mitidika  | MPC                           |
| 312152     | 2007 TH440 | 15 out 2007 | Mount Lemmon    | Mount Lemmon Survey | —         | MPC                           |
| 312153     | 2007 TA448 | 15 out 2007 | Kitt Peak       | Spacewatch          | —         | MPC                           |
| 312154     | 2007 UU6   | 22 out 2007 | Gnosca          | S. Sposetti         | Mitidika  | MPC                           |
| 312155     | 2007 UH12  | 19 out 2007 | Mount Lemmon    | Mount Lemmon Survey | —         | MPC                           |
| 312156     | 2007 UN14  | 29 dez 2000 | Kitt Peak       | Spacewatch          | —         | MPC                           |
| 312157     | 2007 UH22  | 16 out 2007 | Kitt Peak       | Spacewatch          | —         | MPC                           |
| 312158     | 2007 UR31  | 19 out 2007 | Mount Lemmon    | Mount Lemmon Survey | —         | MPC                           |
| 312159     | 2007 UC37  | 19 out 2007 | Catalina        | CSS                 | —         | MPC                           |
| 312160     | 2007 UF54  | 30 out 2007 | Kitt Peak       | Spacewatch          | —         | MPC                           |
| 312161     | 2007 UP56  | 30 out 2007 | Catalina        | CSS                 | —         | MPC                           |
| 312162     | 2007 UE57  | 30 out 2007 | Kitt Peak       | Spacewatch          | —         | MPC                           |
| 312163     | 2007 UD60  | 30 out 2007 | Mount Lemmon    | Mount Lemmon Survey | Mitidika  | MPC                           |
| 312164     | 2007 UW70  | 30 out 2007 | Mount Lemmon    | Mount Lemmon Survey | —         | MPC                           |
| 312165     | 2007 UJ82  | 30 out 2007 | Kitt Peak       | Spacewatch          | Mitidika  | MPC                           |
| 312166     | 2007 UF87  | 30 out 2007 | Kitt Peak       | Spacewatch          | —         | MPC                           |
| 312167     | 2007 UL91  | 30 out 2007 | Mount Lemmon    | Mount Lemmon Survey | Mitidika  | MPC                           |
| 312168     | 2007 UP96  | 30 out 2007 | Kitt Peak       | Spacewatch          | —         | MPC                           |
| 312169     | 2007 UW107 | 30 out 2007 | Kitt Peak       | Spacewatch          | —         | MPC                           |
| 312170     | 2007 UB115 | 31 out 2007 | Kitt Peak       | Spacewatch          | —         | MPC                           |
| 312171     | 2007 UQ115 | 31 out 2007 | Kitt Peak       | Spacewatch          | —         | MPC                           |
| 312172     | 2007 UA129 | 30 out 2007 | Catalina        | CSS                 | —         | MPC                           |
| 312173     | 2007 UZ135 | 16 out 2007 | Mount Lemmon    | Mount Lemmon Survey | —         | MPC                           |
| 312174     | 2007 UF142 | 30 out 2007 | Kitt Peak       | Spacewatch          | —         | MPC                           |
| 312175     | 2007 VB2   | 2 nov 2007  | Socorro         | LINEAR              | —         | MPC                           |
| 312176     | 2007 VA5   | 3 nov 2007  | Dauban          | Chante-Perdrix Obs. | —         | MPC                           |
| 312177     | 2007 VV5   | 4 nov 2007  | 7300            | W. K. Y. Yeung      | —         | MPC                           |
| 312178     | 2007 VX9   | 5 nov 2007  | Eskridge        | G. Hug              | —         | MPC                           |
| 312179     | 2007 VS10  | 5 nov 2007  | La Sagra        | Mallorca Obs.       | —         | MPC                           |
| 312180     | 2007 VB18  | 1 nov 2007  | Mount Lemmon    | Mount Lemmon Survey | —         | MPC                           |
| 312181     | 2007 VG36  | 2 nov 2007  | Mount Lemmon    | Mount Lemmon Survey | —         | MPC                           |
| 312182     | 2007 VA48  | 1 nov 2007  | Kitt Peak       | Spacewatch          | —         | MPC                           |
| 312183     | 2007 VD50  | 1 nov 2007  | Kitt Peak       | Spacewatch          | —         | MPC                           |
| 312184     | 2007 VU62  | 2 abr 2005  | Mount Lemmon    | Mount Lemmon Survey | —         | MPC                           |
| 312185     | 2007 VP63  | 1 nov 2007  | Kitt Peak       | Spacewatch          | —         | MPC                           |
| 312186     | 2007 VZ63  | 1 nov 2007  | Kitt Peak       | Spacewatch          | —         | MPC                           |
| 312187     | 2007 VG67  | 2 nov 2007  | Purple Mountain | PMO NEO             | —         | MPC                           |
| 312188     | 2007 VL88  | 2 nov 2007  | Socorro         | LINEAR              | —         | MPC                           |
| 312189     | 2007 VV89  | 4 nov 2007  | Socorro         | LINEAR              | Mitidika  | MPC                           |
| 312190     | 2007 VC91  | 7 nov 2007  | Socorro         | LINEAR              | —         | MPC                           |
| 312191     | 2007 VU95  | 9 nov 2007  | Bisei SG Center | BATTeRS             | —         | MPC                           |
| 312192     | 2007 VV113 | 3 nov 2007  | Kitt Peak       | Spacewatch          | Mitidika  | MPC                           |
| 312193     | 2007 VQ123 | 5 nov 2007  | Mount Lemmon    | Mount Lemmon Survey | —         | MPC                           |
| 312194     | 2007 VG148 | 4 nov 2007  | Kitt Peak       | Spacewatch          | —         | MPC                           |
| 312195     | 2007 VJ161 | 5 nov 2007  | Kitt Peak       | Spacewatch          | —         | MPC                           |
| 312196     | 2007 VD169 | 5 nov 2007  | Kitt Peak       | Spacewatch          | —         | MPC                           |
| 312197     | 2007 VK173 | 2 nov 2007  | Mount Lemmon    | Mount Lemmon Survey | —         | MPC                           |
| 312198     | 2007 VB184 | 12 nov 2007 | Catalina        | CSS                 | —         | MPC                           |
| 312199     | 2007 VA198 | 8 nov 2007  | Mount Lemmon    | Mount Lemmon Survey | —         | MPC                           |
| 312200     | 2007 VT208 | 11 nov 2007 | Mount Lemmon    | Mount Lemmon Survey | —         | MPC                           |

## 312201–312300
| Designação | Designação | Descoberta  | Descoberta      | Descobridor(es)     | Categoria | Mais informações / Referência |
| Permanente | Provisória | Data        | Local           | Descobridor(es)     | Categoria | Mais informações / Referência |
| ---------- | ---------- | ----------- | --------------- | ------------------- | --------- | ----------------------------- |
| 312201     | 2007 VU208 | 12 nov 2007 | Catalina        | CSS                 | —         | MPC                           |
| 312202     | 2007 VW227 | 12 nov 2007 | Mount Lemmon    | Mount Lemmon Survey | —         | MPC                           |
| 312203     | 2007 VR244 | 11 nov 2007 | Socorro         | LINEAR              | —         | MPC                           |
| 312204     | 2007 VY252 | 13 nov 2007 | Mount Lemmon    | Mount Lemmon Survey | —         | MPC                           |
| 312205     | 2007 VQ258 | 15 nov 2007 | Mount Lemmon    | Mount Lemmon Survey | —         | MPC                           |
| 312206     | 2007 VG262 | 13 nov 2007 | Mount Lemmon    | Mount Lemmon Survey | —         | MPC                           |
| 312207     | 2007 VS269 | 15 nov 2007 | Socorro         | LINEAR              | —         | MPC                           |
| 312208     | 2007 VO275 | 13 nov 2007 | Kitt Peak       | Spacewatch          | —         | MPC                           |
| 312209     | 2007 VM291 | 14 nov 2007 | Kitt Peak       | Spacewatch          | Mitidika  | MPC                           |
| 312210     | 2007 VL295 | 13 nov 2007 | Catalina        | CSS                 | —         | MPC                           |
| 312211     | 2007 VZ296 | 15 nov 2007 | Catalina        | CSS                 | —         | MPC                           |
| 312212     | 2007 VV300 | 15 nov 2007 | Anderson Mesa   | LONEOS              | —         | MPC                           |
| 312213     | 2007 VS313 | 11 nov 2007 | Mount Lemmon    | Mount Lemmon Survey | —         | MPC                           |
| 312214     | 2007 VN314 | 2 nov 2007  | Mount Lemmon    | Mount Lemmon Survey | —         | MPC                           |
| 312215     | 2007 VQ320 | 2 nov 2007  | Kitt Peak       | Spacewatch          | —         | MPC                           |
| 312216     | 2007 VR320 | 3 nov 2007  | Mount Lemmon    | Mount Lemmon Survey | —         | MPC                           |
| 312217     | 2007 VF322 | 13 nov 2007 | Mount Lemmon    | Mount Lemmon Survey | —         | MPC                           |
| 312218     | 2007 VQ329 | 1 nov 2007  | Kitt Peak       | Spacewatch          | —         | MPC                           |
| 312219     | 2007 VG334 | 13 nov 2007 | Catalina        | CSS                 | —         | MPC                           |
| 312220     | 2007 WR1   | 17 nov 2007 | Dauban          | Chante-Perdrix Obs. | —         | MPC                           |
| 312221     | 2007 WO36  | 19 nov 2007 | Mount Lemmon    | Mount Lemmon Survey | —         | MPC                           |
| 312222     | 2007 WZ39  | 17 nov 2007 | Mount Lemmon    | Mount Lemmon Survey | —         | MPC                           |
| 312223     | 2007 WK55  | 30 nov 2007 | Pla D'Arguines  | R. Ferrando         | —         | MPC                           |
| 312224     | 2007 WM60  | 17 nov 2007 | Kitt Peak       | Spacewatch          | —         | MPC                           |
| 312225     | 2007 XP1   | 3 dez 2007  | Catalina        | CSS                 | —         | MPC                           |
| 312226     | 2007 XR10  | 5 dez 2007  | Pla D'Arguines  | R. Ferrando         | —         | MPC                           |
| 312227     | 2007 XQ40  | 13 dez 2007 | Socorro         | LINEAR              | —         | MPC                           |
| 312228     | 2007 XG44  | 15 dez 2007 | Kitt Peak       | Spacewatch          | —         | MPC                           |
| 312229     | 2007 XR47  | 15 dez 2007 | Catalina        | CSS                 | —         | MPC                           |
| 312230     | 2007 XV47  | 15 dez 2007 | Kitt Peak       | Spacewatch          | —         | MPC                           |
| 312231     | 2007 XQ50  | 6 dez 2007  | Cerro Burek     | Alianza S4 Obs.     | —         | MPC                           |
| 312232     | 2007 XB59  | 14 dez 2007 | Mount Lemmon    | Mount Lemmon Survey | —         | MPC                           |
| 312233     | 2007 YR5   | 16 dez 2007 | Kitt Peak       | Spacewatch          | —         | MPC                           |
| 312234     | 2007 YO10  | 16 dez 2007 | Mount Lemmon    | Mount Lemmon Survey | —         | MPC                           |
| 312235     | 2007 YS11  | 17 dez 2007 | Mount Lemmon    | Mount Lemmon Survey | —         | MPC                           |
| 312236     | 2007 YM15  | 16 dez 2007 | Kitt Peak       | Spacewatch          | —         | MPC                           |
| 312237     | 2007 YJ17  | 13 ago 2002 | Palomar         | NEAT                | —         | MPC                           |
| 312238     | 2007 YM26  | 18 dez 2007 | Mount Lemmon    | Mount Lemmon Survey | —         | MPC                           |
| 312239     | 2007 YY26  | 18 dez 2007 | Anderson Mesa   | LONEOS              | —         | MPC                           |
| 312240     | 2007 YJ27  | 18 dez 2007 | Kitt Peak       | Spacewatch          | —         | MPC                           |
| 312241     | 2007 YO32  | 28 dez 2007 | Kitt Peak       | Spacewatch          | —         | MPC                           |
| 312242     | 2007 YY35  | 30 dez 2007 | Mount Lemmon    | Mount Lemmon Survey | —         | MPC                           |
| 312243     | 2007 YM42  | 30 dez 2007 | Catalina        | CSS                 | —         | MPC                           |
| 312244     | 2007 YP42  | 30 dez 2007 | Catalina        | CSS                 | —         | MPC                           |
| 312245     | 2007 YM48  | 28 dez 2007 | Kitt Peak       | Spacewatch          | Mitidika  | MPC                           |
| 312246     | 2007 YU48  | 30 jan 2004 | Kitt Peak       | Spacewatch          | —         | MPC                           |
| 312247     | 2007 YO49  | 28 dez 2007 | Kitt Peak       | Spacewatch          | —         | MPC                           |
| 312248     | 2007 YC59  | 31 dez 2007 | La Sagra        | Mallorca Obs.       | —         | MPC                           |
| 312249     | 2007 YK69  | 29 dez 2007 | Lulin           | LUSS                | —         | MPC                           |
| 312250     | 2007 YR70  | 31 dez 2007 | Kitt Peak       | Spacewatch          | —         | MPC                           |
| 312251     | 2008 AP    | 1 jan 2008  | Kitt Peak       | Spacewatch          | —         | MPC                           |
| 312252     | 2008 AB1   | 1 jan 2008  | Kitt Peak       | Spacewatch          | —         | MPC                           |
| 312253     | 2008 AC1   | 1 jan 2008  | Catalina        | CSS                 | Phocaea   | MPC                           |
| 312254     | 2008 AL2   | 3 jan 2008  | Eskridge        | G. Hug              | —         | MPC                           |
| 312255     | 2008 AY2   | 7 jan 2008  | Lulin           | LUSS                | —         | MPC                           |
| 312256     | 2008 AA6   | 10 jan 2008 | Mount Lemmon    | Mount Lemmon Survey | —         | MPC                           |
| 312257     | 2008 AM11  | 10 jan 2008 | Mount Lemmon    | Mount Lemmon Survey | —         | MPC                           |
| 312258     | 2008 AE13  | 10 jan 2008 | Mount Lemmon    | Mount Lemmon Survey | —         | MPC                           |
| 312259     | 2008 AR20  | 10 jan 2008 | Mount Lemmon    | Mount Lemmon Survey | —         | MPC                           |
| 312260     | 2008 AG22  | 10 jan 2008 | Mount Lemmon    | Mount Lemmon Survey | —         | MPC                           |
| 312261     | 2008 AM25  | 10 jan 2008 | Mount Lemmon    | Mount Lemmon Survey | —         | MPC                           |
| 312262     | 2008 AK26  | 10 jan 2008 | Mount Lemmon    | Mount Lemmon Survey | —         | MPC                           |
| 312263     | 2008 AZ27  | 10 jan 2008 | Mount Lemmon    | Mount Lemmon Survey | Phocaea   | MPC                           |
| 312264     | 2008 AB28  | 10 jan 2008 | Mount Lemmon    | Mount Lemmon Survey | —         | MPC                           |
| 312265     | 2008 AF29  | 1 jan 2008  | Kitt Peak       | Spacewatch          | —         | MPC                           |
| 312266     | 2008 AW33  | 9 jan 2008  | Lulin           | LUSS                | —         | MPC                           |
| 312267     | 2008 AF34  | 10 jan 2008 | Kitt Peak       | Spacewatch          | —         | MPC                           |
| 312268     | 2008 AU39  | 10 jan 2008 | Mount Lemmon    | Mount Lemmon Survey | —         | MPC                           |
| 312269     | 2008 AY64  | 11 jan 2008 | Mount Lemmon    | Mount Lemmon Survey | —         | MPC                           |
| 312270     | 2008 AQ71  | 13 jan 2008 | Kitt Peak       | Spacewatch          | —         | MPC                           |
| 312271     | 2008 AO90  | 13 jan 2008 | Kitt Peak       | Spacewatch          | —         | MPC                           |
| 312272     | 2008 AE96  | 14 jan 2008 | Kitt Peak       | Spacewatch          | —         | MPC                           |
| 312273     | 2008 AE100 | 14 jan 2008 | Kitt Peak       | Spacewatch          | —         | MPC                           |
| 312274     | 2008 AD106 | 15 jan 2008 | Mount Lemmon    | Mount Lemmon Survey | —         | MPC                           |
| 312275     | 2008 AN108 | 15 jan 2008 | Kitt Peak       | Spacewatch          | —         | MPC                           |
| 312276     | 2008 AV108 | 15 jan 2008 | Kitt Peak       | Spacewatch          | —         | MPC                           |
| 312277     | 2008 AT111 | 15 jan 2008 | Kitt Peak       | Spacewatch          | —         | MPC                           |
| 312278     | 2008 AE116 | 15 jan 2008 | Mount Lemmon    | Mount Lemmon Survey | —         | MPC                           |
| 312279     | 2008 AZ116 | 1 jan 2008  | Kitt Peak       | Spacewatch          | —         | MPC                           |
| 312280     | 2008 AR127 | 11 jan 2008 | Kitt Peak       | Spacewatch          | —         | MPC                           |
| 312281     | 2008 AR128 | 14 jan 2008 | Kitt Peak       | Spacewatch          | —         | MPC                           |
| 312282     | 2008 AN137 | 1 jan 2008  | Mount Lemmon    | Mount Lemmon Survey | —         | MPC                           |
| 312283     | 2008 BS13  | 19 jan 2008 | Kitt Peak       | Spacewatch          | —         | MPC                           |
| 312284     | 2008 BX15  | 28 jan 2008 | Lulin           | LUSS                | —         | MPC                           |
| 312285     | 2008 BX19  | 30 jan 2008 | Kitt Peak       | Spacewatch          | —         | MPC                           |
| 312286     | 2008 BR20  | 30 jan 2008 | Catalina        | CSS                 | —         | MPC                           |
| 312287     | 2008 BS20  | 30 jan 2008 | Kitt Peak       | Spacewatch          | —         | MPC                           |
| 312288     | 2008 BP21  | 30 jan 2008 | Mount Lemmon    | Mount Lemmon Survey | —         | MPC                           |
| 312289     | 2008 BV37  | 31 jan 2008 | Mount Lemmon    | Mount Lemmon Survey | —         | MPC                           |
| 312290     | 2008 BQ38  | 31 jan 2008 | Mount Lemmon    | Mount Lemmon Survey | —         | MPC                           |
| 312291     | 2008 BE39  | 30 jan 2008 | Catalina        | CSS                 | —         | MPC                           |
| 312292     | 2008 BV44  | 31 jan 2008 | Catalina        | CSS                 | —         | MPC                           |
| 312293     | 2008 BL52  | 20 jan 2008 | Mount Lemmon    | Mount Lemmon Survey | —         | MPC                           |
| 312294     | 2008 CE1   | 3 fev 2008  | Altschwendt     | W. Ries             | —         | MPC                           |
| 312295     | 2008 CY1   | 1 fev 2008  | La Sagra        | Mallorca Obs.       | —         | MPC                           |
| 312296     | 2008 CK7   | 2 fev 2008  | Kitt Peak       | Spacewatch          | —         | MPC                           |
| 312297     | 2008 CW14  | 3 fev 2008  | Kitt Peak       | Spacewatch          | Eos       | MPC                           |
| 312298     | 2008 CQ17  | 3 fev 2008  | Kitt Peak       | Spacewatch          | —         | MPC                           |
| 312299     | 2008 CH19  | 4 fev 2008  | Purple Mountain | PMO NEO             | —         | MPC                           |
| 312300     | 2008 CR37  | 2 fev 2008  | Kitt Peak       | Spacewatch          | —         | MPC                           |

## 312301–312400
| Designação | Designação | Descoberta  | Descoberta      | Descobridor(es)          | Categoria | Mais informações / Referência |
| Permanente | Provisória | Data        | Local           | Descobridor(es)          | Categoria | Mais informações / Referência |
| ---------- | ---------- | ----------- | --------------- | ------------------------ | --------- | ----------------------------- |
| 312301     | 2008 CY44  | 2 fev 2008  | Kitt Peak       | Spacewatch               | —         | MPC                           |
| 312302     | 2008 CK49  | 6 fev 2008  | Catalina        | CSS                      | —         | MPC                           |
| 312303     | 2008 CP50  | 6 fev 2008  | Anderson Mesa   | LONEOS                   | —         | MPC                           |
| 312304     | 2008 CB51  | 7 fev 2008  | Kitt Peak       | Spacewatch               | —         | MPC                           |
| 312305     | 2008 CM54  | 7 fev 2008  | Catalina        | CSS                      | —         | MPC                           |
| 312306     | 2008 CQ62  | 8 fev 2008  | Catalina        | CSS                      | —         | MPC                           |
| 312307     | 2008 CJ64  | 8 fev 2008  | Mount Lemmon    | Mount Lemmon Survey      | —         | MPC                           |
| 312308     | 2008 CJ67  | 8 fev 2008  | Mount Lemmon    | Mount Lemmon Survey      | —         | MPC                           |
| 312309     | 2008 CF71  | 3 fev 2008  | Socorro         | LINEAR                   | —         | MPC                           |
| 312310     | 2008 CP71  | 6 fev 2008  | Socorro         | LINEAR                   | —         | MPC                           |
| 312311     | 2008 CD72  | 9 fev 2008  | Catalina        | CSS                      | —         | MPC                           |
| 312312     | 2008 CK80  | 7 fev 2008  | Kitt Peak       | Spacewatch               | —         | MPC                           |
| 312313     | 2008 CL84  | 7 fev 2008  | Mount Lemmon    | Mount Lemmon Survey      | —         | MPC                           |
| 312314     | 2008 CB85  | 7 fev 2008  | Kitt Peak       | Spacewatch               | —         | MPC                           |
| 312315     | 2008 CT88  | 7 fev 2008  | Mount Lemmon    | Mount Lemmon Survey      | —         | MPC                           |
| 312316     | 2008 CG117 | 9 fev 2008  | Needville       | J. Dellinger, M. Eastman | —         | MPC                           |
| 312317     | 2008 CQ117 | 11 fev 2008 | Dauban          | F. Kugel                 | —         | MPC                           |
| 312318     | 2008 CJ120 | 6 fev 2008  | Catalina        | CSS                      | —         | MPC                           |
| 312319     | 2008 CU122 | 7 fev 2008  | Mount Lemmon    | Mount Lemmon Survey      | —         | MPC                           |
| 312320     | 2008 CM123 | 7 fev 2008  | Mount Lemmon    | Mount Lemmon Survey      | —         | MPC                           |
| 312321     | 2008 CY127 | 8 fev 2008  | Kitt Peak       | Spacewatch               | —         | MPC                           |
| 312322     | 2008 CZ127 | 8 fev 2008  | Kitt Peak       | Spacewatch               | —         | MPC                           |
| 312323     | 2008 CP135 | 8 fev 2008  | Mount Lemmon    | Mount Lemmon Survey      | —         | MPC                           |
| 312324     | 2008 CA138 | 8 fev 2008  | Kitt Peak       | Spacewatch               | —         | MPC                           |
| 312325     | 2008 CK144 | 9 fev 2008  | Kitt Peak       | Spacewatch               | —         | MPC                           |
| 312326     | 2008 CJ155 | 9 fev 2008  | Mount Lemmon    | Mount Lemmon Survey      | —         | MPC                           |
| 312327     | 2008 CA159 | 9 fev 2008  | Catalina        | CSS                      | —         | MPC                           |
| 312328     | 2008 CE161 | 9 fev 2008  | Kitt Peak       | Spacewatch               | —         | MPC                           |
| 312329     | 2008 CE162 | 10 fev 2008 | Catalina        | CSS                      | —         | MPC                           |
| 312330     | 2008 CF169 | 12 fev 2008 | Mount Lemmon    | Mount Lemmon Survey      | —         | MPC                           |
| 312331     | 2008 CQ172 | 13 fev 2008 | Kitt Peak       | Spacewatch               | —         | MPC                           |
| 312332     | 2008 CU176 | 8 fev 2008  | Socorro         | LINEAR                   | —         | MPC                           |
| 312333     | 2008 CA177 | 9 fev 2008  | Socorro         | LINEAR                   | —         | MPC                           |
| 312334     | 2008 CJ178 | 5 out 2002  | Palomar         | NEAT                     | —         | MPC                           |
| 312335     | 2008 CQ179 | 7 fev 2008  | Catalina        | CSS                      | —         | MPC                           |
| 312336     | 2008 CH182 | 11 fev 2008 | Mount Lemmon    | Mount Lemmon Survey      | —         | MPC                           |
| 312337     | 2008 CQ184 | 11 fev 2008 | Črni Vrh        | Črni Vrh                 | —         | MPC                           |
| 312338     | 2008 CK191 | 2 fev 2008  | Kitt Peak       | Spacewatch               | —         | MPC                           |
| 312339     | 2008 CC202 | 2 fev 2008  | Kitt Peak       | Spacewatch               | —         | MPC                           |
| 312340     | 2008 CJ205 | 1 fev 2008  | Kitt Peak       | Spacewatch               | —         | MPC                           |
| 312341     | 2008 CA211 | 2 fev 2008  | Kitt Peak       | Spacewatch               | —         | MPC                           |
| 312342     | 2008 CT212 | 8 fev 2008  | Mount Lemmon    | Mount Lemmon Survey      | —         | MPC                           |
| 312343     | 2008 CD213 | 9 fev 2008  | Mount Lemmon    | Mount Lemmon Survey      | —         | MPC                           |
| 312344     | 2008 CO214 | 12 fev 2008 | Kitt Peak       | Spacewatch               | —         | MPC                           |
| 312345     | 2008 DS2   | 24 fev 2008 | Kitt Peak       | Spacewatch               | —         | MPC                           |
| 312346     | 2008 DT2   | 24 fev 2008 | Kitt Peak       | Spacewatch               | —         | MPC                           |
| 312347     | 2008 DA3   | 24 fev 2008 | Kitt Peak       | Spacewatch               | —         | MPC                           |
| 312348     | 2008 DB4   | 24 fev 2008 | Mount Lemmon    | Mount Lemmon Survey      | —         | MPC                           |
| 312349     | 2008 DE4   | 26 fev 2008 | Piszkéstető     | K. Sárneczky             | —         | MPC                           |
| 312350     | 2008 DE14  | 26 fev 2008 | Mount Lemmon    | Mount Lemmon Survey      | —         | MPC                           |
| 312351     | 2008 DH16  | 27 fev 2008 | Kitt Peak       | Spacewatch               | —         | MPC                           |
| 312352     | 2008 DH19  | 27 fev 2008 | Catalina        | CSS                      | —         | MPC                           |
| 312353     | 2008 DV21  | 28 fev 2008 | Mount Lemmon    | Mount Lemmon Survey      | —         | MPC                           |
| 312354     | 2008 DC23  | 29 fev 2008 | Grove Creek     | F. Tozzi                 | —         | MPC                           |
| 312355     | 2008 DD23  | 29 fev 2008 | Grove Creek     | F. Tozzi                 | —         | MPC                           |
| 312356     | 2008 DU30  | 27 fev 2008 | Kitt Peak       | Spacewatch               | —         | MPC                           |
| 312357     | 2008 DY45  | 28 fev 2008 | Catalina        | CSS                      | —         | MPC                           |
| 312358     | 2008 DN46  | 28 fev 2008 | Mount Lemmon    | Mount Lemmon Survey      | —         | MPC                           |
| 312359     | 2008 DQ46  | 28 fev 2008 | Kitt Peak       | Spacewatch               | —         | MPC                           |
| 312360     | 2008 DX46  | 28 fev 2008 | Kitt Peak       | Spacewatch               | —         | MPC                           |
| 312361     | 2008 DY57  | 28 fev 2008 | Catalina        | CSS                      | —         | MPC                           |
| 312362     | 2008 DV59  | 27 fev 2008 | Mount Lemmon    | Mount Lemmon Survey      | —         | MPC                           |
| 312363     | 2008 DQ61  | 28 fev 2008 | Mount Lemmon    | Mount Lemmon Survey      | —         | MPC                           |
| 312364     | 2008 DD73  | 26 fev 2008 | Mount Lemmon    | Mount Lemmon Survey      | —         | MPC                           |
| 312365     | 2008 DR81  | 27 fev 2008 | Mount Lemmon    | Mount Lemmon Survey      | —         | MPC                           |
| 312366     | 2008 DD84  | 18 fev 2008 | Mount Lemmon    | Mount Lemmon Survey      | —         | MPC                           |
| 312367     | 2008 DL89  | 28 fev 2008 | Mount Lemmon    | Mount Lemmon Survey      | —         | MPC                           |
| 312368     | 2008 EF5   | 2 mar 2008  | Purple Mountain | PMO NEO                  | —         | MPC                           |
| 312369     | 2008 ET5   | 2 mar 2008  | Socorro         | LINEAR                   | —         | MPC                           |
| 312370     | 2008 EV8   | 6 mar 2008  | Altschwendt     | W. Ries                  | Brangane  | MPC                           |
| 312371     | 2008 EA15  | 1 mar 2008  | Kitt Peak       | Spacewatch               | —         | MPC                           |
| 312372     | 2008 EK21  | 2 mar 2008  | Mount Lemmon    | Mount Lemmon Survey      | —         | MPC                           |
| 312373     | 2008 EH23  | 3 mar 2008  | Catalina        | CSS                      | —         | MPC                           |
| 312374     | 2008 EW27  | 4 mar 2008  | Mount Lemmon    | Mount Lemmon Survey      | —         | MPC                           |
| 312375     | 2008 EE37  | 4 mar 2008  | Kitt Peak       | Spacewatch               | —         | MPC                           |
| 312376     | 2008 EB48  | 5 mar 2008  | Kitt Peak       | Spacewatch               | —         | MPC                           |
| 312377     | 2008 ES48  | 6 mar 2008  | Kitt Peak       | Spacewatch               | —         | MPC                           |
| 312378     | 2008 EN50  | 13 abr 1994 | Kitt Peak       | Spacewatch               | —         | MPC                           |
| 312379     | 2008 EK69  | 10 mar 2008 | Bisei SG Center | BATTeRS                  | —         | MPC                           |
| 312380     | 2008 EB70  | 4 mar 2008  | Purple Mountain | PMO NEO                  | —         | MPC                           |
| 312381     | 2008 ED75  | 7 mar 2008  | Kitt Peak       | Spacewatch               | —         | MPC                           |
| 312382     | 2008 EW88  | 8 mar 2008  | Socorro         | LINEAR                   | —         | MPC                           |
| 312383     | 2008 EW92  | 6 mar 2008  | Catalina        | CSS                      | Brangane  | MPC                           |
| 312384     | 2008 EE117 | 8 mar 2008  | Kitt Peak       | Spacewatch               | —         | MPC                           |
| 312385     | 2008 EO120 | 9 mar 2008  | Kitt Peak       | Spacewatch               | —         | MPC                           |
| 312386     | 2008 EU136 | 11 mar 2008 | Kitt Peak       | Spacewatch               | —         | MPC                           |
| 312387     | 2008 EX138 | 11 mar 2008 | Kitt Peak       | Spacewatch               | Brangane  | MPC                           |
| 312388     | 2008 EA141 | 12 mar 2008 | Kitt Peak       | Spacewatch               | —         | MPC                           |
| 312389     | 2008 EG142 | 12 mar 2008 | Kitt Peak       | Spacewatch               | —         | MPC                           |
| 312390     | 2008 ER147 | 1 mar 2008  | Kitt Peak       | Spacewatch               | —         | MPC                           |
| 312391     | 2008 EO151 | 8 mar 2008  | Mount Lemmon    | Mount Lemmon Survey      | —         | MPC                           |
| 312392     | 2008 EF158 | 6 mar 2008  | Mount Lemmon    | Mount Lemmon Survey      | —         | MPC                           |
| 312393     | 2008 EE162 | 11 mar 2008 | Mount Lemmon    | Mount Lemmon Survey      | —         | MPC                           |
| 312394     | 2008 EO165 | 2 mar 2008  | Mount Lemmon    | Mount Lemmon Survey      | Brangane  | MPC                           |
| 312395     | 2008 EQ166 | 6 mar 2008  | Catalina        | CSS                      | —         | MPC                           |
| 312396     | 2008 EQ167 | 8 mar 2008  | Socorro         | LINEAR                   | —         | MPC                           |
| 312397     | 2008 FE4   | 25 mar 2008 | Kitt Peak       | Spacewatch               | —         | MPC                           |
| 312398     | 2008 FN13  | 26 mar 2008 | Mount Lemmon    | Mount Lemmon Survey      | —         | MPC                           |
| 312399     | 2008 FX14  | 26 mar 2008 | Mount Lemmon    | Mount Lemmon Survey      | —         | MPC                           |
| 312400     | 2008 FG23  | 27 mar 2008 | Kitt Peak       | Spacewatch               | —         | MPC                           |

## 312401–312500
| Designação | Designação | Descoberta  | Descoberta      | Descobridor(es)     | Categoria | Mais informações / Referência |
| Permanente | Provisória | Data        | Local           | Descobridor(es)     | Categoria | Mais informações / Referência |
| ---------- | ---------- | ----------- | --------------- | ------------------- | --------- | ----------------------------- |
| 312401     | 2008 FB40  | 28 mar 2008 | Kitt Peak       | Spacewatch          | —         | MPC                           |
| 312402     | 2008 FD48  | 28 mar 2008 | Mount Lemmon    | Mount Lemmon Survey | —         | MPC                           |
| 312403     | 2008 FY51  | 28 mar 2008 | Mount Lemmon    | Mount Lemmon Survey | —         | MPC                           |
| 312404     | 2008 FO52  | 28 mar 2008 | Mount Lemmon    | Mount Lemmon Survey | —         | MPC                           |
| 312405     | 2008 FD56  | 28 mar 2008 | Mount Lemmon    | Mount Lemmon Survey | —         | MPC                           |
| 312406     | 2008 FJ56  | 28 mar 2008 | Kitt Peak       | Spacewatch          | —         | MPC                           |
| 312407     | 2008 FC69  | 28 mar 2008 | Mount Lemmon    | Mount Lemmon Survey | —         | MPC                           |
| 312408     | 2008 FN71  | 5 mar 2008  | Mount Lemmon    | Mount Lemmon Survey | —         | MPC                           |
| 312409     | 2008 FZ74  | 31 mar 2008 | Mount Lemmon    | Mount Lemmon Survey | —         | MPC                           |
| 312410     | 2008 FH89  | 29 mar 2008 | Mount Lemmon    | Mount Lemmon Survey | —         | MPC                           |
| 312411     | 2008 FH100 | 30 mar 2008 | Kitt Peak       | Spacewatch          | —         | MPC                           |
| 312412     | 2008 FK106 | 7 abr 2003  | Kitt Peak       | Spacewatch          | Maria     | MPC                           |
| 312413     | 2008 FS112 | 31 mar 2008 | Kitt Peak       | Spacewatch          | —         | MPC                           |
| 312414     | 2008 FH125 | 31 mar 2008 | Kitt Peak       | Spacewatch          | —         | MPC                           |
| 312415     | 2008 GZ4   | 1 abr 2008  | Kitt Peak       | Spacewatch          | —         | MPC                           |
| 312416     | 2008 GT6   | 1 abr 2008  | Kitt Peak       | Spacewatch          | Ursula    | MPC                           |
| 312417     | 2008 GU6   | 1 abr 2008  | Kitt Peak       | Spacewatch          | —         | MPC                           |
| 312418     | 2008 GR7   | 1 abr 2008  | Mount Lemmon    | Mount Lemmon Survey | —         | MPC                           |
| 312419     | 2008 GL19  | 24 set 2005 | Anderson Mesa   | LONEOS              | —         | MPC                           |
| 312420     | 2008 GU26  | 1 abr 2008  | Catalina        | CSS                 | —         | MPC                           |
| 312421     | 2008 GF27  | 3 abr 2008  | Kitt Peak       | Spacewatch          | Brangane  | MPC                           |
| 312422     | 2008 GR48  | 5 abr 2008  | Kitt Peak       | Spacewatch          | —         | MPC                           |
| 312423     | 2008 GV60  | 5 abr 2008  | Catalina        | CSS                 | —         | MPC                           |
| 312424     | 2008 GC63  | 5 abr 2008  | Catalina        | CSS                 | —         | MPC                           |
| 312425     | 2008 GE88  | 4 mar 2008  | Mount Lemmon    | Mount Lemmon Survey | —         | MPC                           |
| 312426     | 2008 GL91  | 6 abr 2008  | Mount Lemmon    | Mount Lemmon Survey | Brangane  | MPC                           |
| 312427     | 2008 GJ94  | 7 abr 2008  | Kitt Peak       | Spacewatch          | —         | MPC                           |
| 312428     | 2008 GP98  | 8 abr 2008  | Kitt Peak       | Spacewatch          | —         | MPC                           |
| 312429     | 2008 GQ110 | 3 abr 2008  | Catalina        | CSS                 | —         | MPC                           |
| 312430     | 2008 GS116 | 11 abr 2008 | Kitt Peak       | Spacewatch          | —         | MPC                           |
| 312431     | 2008 GC123 | 13 abr 2008 | Mount Lemmon    | Mount Lemmon Survey | —         | MPC                           |
| 312432     | 2008 GX131 | 6 abr 2008  | Mount Lemmon    | Mount Lemmon Survey | —         | MPC                           |
| 312433     | 2008 GW143 | 1 abr 2008  | Kitt Peak       | Spacewatch          | —         | MPC                           |
| 312434     | 2008 HG18  | 26 abr 2008 | Kitt Peak       | Spacewatch          | —         | MPC                           |
| 312435     | 2008 HA19  | 26 abr 2008 | Mount Lemmon    | Mount Lemmon Survey | —         | MPC                           |
| 312436     | 2008 HY20  | 26 abr 2008 | Catalina        | CSS                 | —         | MPC                           |
| 312437     | 2008 HW22  | 27 abr 2008 | Kitt Peak       | Spacewatch          | —         | MPC                           |
| 312438     | 2008 HH28  | 28 abr 2008 | Kitt Peak       | Spacewatch          | —         | MPC                           |
| 312439     | 2008 HO32  | 29 abr 2008 | Mount Lemmon    | Mount Lemmon Survey | —         | MPC                           |
| 312440     | 2008 HF48  | 29 abr 2008 | Kitt Peak       | Spacewatch          | —         | MPC                           |
| 312441     | 2008 HN59  | 1 abr 2008  | Kitt Peak       | Spacewatch          | —         | MPC                           |
| 312442     | 2008 HF60  | 28 abr 2008 | Mount Lemmon    | Mount Lemmon Survey | —         | MPC                           |
| 312443     | 2008 HS69  | 29 abr 2008 | Kitt Peak       | Spacewatch          | —         | MPC                           |
| 312444     | 2008 JN3   | 3 mai 2008  | Bisei SG Center | BATTeRS             | —         | MPC                           |
| 312445     | 2008 JV3   | 1 mai 2008  | Kitt Peak       | Spacewatch          | —         | MPC                           |
| 312446     | 2008 JL8   | 6 mai 2008  | Tiki            | N. Teamo            | —         | MPC                           |
| 312447     | 2008 JN22  | 6 mai 2008  | Siding Spring   | SSS                 | —         | MPC                           |
| 312448     | 2008 JH25  | 6 mai 2008  | Kitt Peak       | Spacewatch          | —         | MPC                           |
| 312449     | 2008 JA34  | 13 mai 2008 | Mount Lemmon    | Mount Lemmon Survey | Brangane  | MPC                           |
| 312450     | 2008 KG9   | 27 mai 2008 | Kitt Peak       | Spacewatch          | —         | MPC                           |
| 312451     | 2008 KP13  | 27 mai 2008 | Kitt Peak       | Spacewatch          | —         | MPC                           |
| 312452     | 2008 KE29  | 29 mai 2008 | Kitt Peak       | Spacewatch          | —         | MPC                           |
| 312453     | 2008 KA37  | 29 mai 2008 | Kitt Peak       | Spacewatch          | Brangane  | MPC                           |
| 312454     | 2008 KO40  | 28 mai 2008 | Mount Lemmon    | Mount Lemmon Survey | —         | MPC                           |
| 312455     | 2008 KV41  | 31 mai 2008 | Kitt Peak       | Spacewatch          | —         | MPC                           |
| 312456     | 2008 LM2   | 1 jun 2008  | Kitt Peak       | Spacewatch          | —         | MPC                           |
| 312457     | 2008 QH42  | 23 ago 2008 | Kitt Peak       | Spacewatch          | Vesta     | MPC                           |
| 312458     | 2008 QS42  | 24 ago 2008 | Kitt Peak       | Spacewatch          | Vesta     | MPC                           |
| 312459     | 2008 QG44  | 25 ago 2008 | Siding Spring   | SSS                 | Vesta     | MPC                           |
| 312460     | 2008 QO44  | 21 ago 2008 | Kitt Peak       | Spacewatch          | —         | MPC                           |
| 312461     | 2008 RK14  | 4 set 2008  | Kitt Peak       | Spacewatch          | Vesta     | MPC                           |
| 312462     | 2008 RG17  | 4 set 2008  | Kitt Peak       | Spacewatch          | Vesta     | MPC                           |
| 312463     | 2008 RZ20  | 4 set 2008  | Kitt Peak       | Spacewatch          | Vesta     | MPC                           |
| 312464     | 2008 RD46  | 2 set 2008  | Kitt Peak       | Spacewatch          | Vesta     | MPC                           |
| 312465     | 2008 RJ109 | 2 set 2008  | Kitt Peak       | Spacewatch          | Vesta     | MPC                           |
| 312466     | 2008 RZ122 | 5 set 2008  | Kitt Peak       | Spacewatch          | Vesta     | MPC                           |
| 312467     | 2008 SH50  | 20 set 2008 | Mount Lemmon    | Mount Lemmon Survey | Vesta     | MPC                           |
| 312468     | 2008 SY61  | 21 set 2008 | Kitt Peak       | Spacewatch          | Vesta     | MPC                           |
| 312469     | 2008 SN83  | 27 set 2008 | Altschwendt     | W. Ries             | Vesta     | MPC                           |
| 312470     | 2008 SQ134 | 23 set 2008 | Kitt Peak       | Spacewatch          | —         | MPC                           |
| 312471     | 2008 ST153 | 22 set 2008 | Socorro         | LINEAR              | Vesta     | MPC                           |
| 312472     | 2008 SX216 | 29 set 2008 | Mount Lemmon    | Mount Lemmon Survey | Vesta     | MPC                           |
| 312473     | 2008 SX245 | 29 set 2008 | Mount Lemmon    | Mount Lemmon Survey | —         | MPC                           |
| 312474     | 2008 SP252 | 19 set 2008 | Kitt Peak       | Spacewatch          | Vesta     | MPC                           |
| 312475     | 2008 SW275 | 23 set 2008 | Mount Lemmon    | Mount Lemmon Survey | Vesta     | MPC                           |
| 312476     | 2008 SJ277 | 24 set 2008 | Mount Lemmon    | Mount Lemmon Survey | Vesta     | MPC                           |
| 312477     | 2008 SD278 | 28 set 2008 | Mount Lemmon    | Mount Lemmon Survey | Vesta     | MPC                           |
| 312478     | 2008 SN293 | 29 set 2008 | Catalina        | CSS                 | Vesta     | MPC                           |
| 312479     | 2008 TX35  | 1 out 2008  | Mount Lemmon    | Mount Lemmon Survey | Vesta     | MPC                           |
| 312480     | 2008 TN49  | 2 out 2008  | Kitt Peak       | Spacewatch          | Vesta     | MPC                           |
| 312481     | 2008 TA111 | 6 out 2008  | Catalina        | CSS                 | —         | MPC                           |
| 312482     | 2008 TE127 | 8 out 2008  | Mount Lemmon    | Mount Lemmon Survey | Vesta     | MPC                           |
| 312483     | 2008 TD174 | 2 out 2008  | Mount Lemmon    | Mount Lemmon Survey | Vesta     | MPC                           |
| 312484     | 2008 UL15  | 18 out 2008 | Kitt Peak       | Spacewatch          | Vesta     | MPC                           |
| 312485     | 2008 UJ90  | 27 out 2008 | Mount Lemmon    | Mount Lemmon Survey | —         | MPC                           |
| 312486     | 2008 UE190 | 25 out 2008 | Mount Lemmon    | Mount Lemmon Survey | Vesta     | MPC                           |
| 312487     | 2008 UZ235 | 26 out 2008 | Mount Lemmon    | Mount Lemmon Survey | Vesta     | MPC                           |
| 312488     | 2008 VH68  | 2 nov 2008  | Mount Lemmon    | Mount Lemmon Survey | —         | MPC                           |
| 312489     | 2008 WR108 | 30 nov 2008 | Catalina        | CSS                 | —         | MPC                           |
| 312490     | 2008 WA126 | 24 nov 2008 | Mount Lemmon    | Mount Lemmon Survey | —         | MPC                           |
| 312491     | 2008 YN29  | 27 dez 2008 | Bisei SG Center | BATTeRS             | —         | MPC                           |
| 312492     | 2008 YR108 | 29 dez 2008 | Kitt Peak       | Spacewatch          | —         | MPC                           |
| 312493     | 2008 YK146 | 30 dez 2008 | Kitt Peak       | Spacewatch          | —         | MPC                           |
| 312494     | 2009 AJ13  | 2 jan 2009  | Mount Lemmon    | Mount Lemmon Survey | —         | MPC                           |
| 312495     | 2009 AP49  | 1 jan 2009  | Mount Lemmon    | Mount Lemmon Survey | —         | MPC                           |
| 312496     | 2009 BM9   | 18 jan 2009 | Socorro         | LINEAR              | —         | MPC                           |
| 312497     | 2009 BR60  | 17 jan 2009 | Mount Lemmon    | Mount Lemmon Survey | —         | MPC                           |
| 312498     | 2009 BL85  | 25 jan 2009 | Kitt Peak       | Spacewatch          | —         | MPC                           |
| 312499     | 2009 BQ86  | 25 jan 2009 | Kitt Peak       | Spacewatch          | —         | MPC                           |
| 312500     | 2009 BX107 | 29 jan 2009 | Mount Lemmon    | Mount Lemmon Survey | —         | MPC                           |

## 312501–312600
| Designação | Designação | Descoberta  | Descoberta       | Descobridor(es)     | Categoria | Mais informações / Referência |
| Permanente | Provisória | Data        | Local            | Descobridor(es)     | Categoria | Mais informações / Referência |
| ---------- | ---------- | ----------- | ---------------- | ------------------- | --------- | ----------------------------- |
| 312501     | 2009 BU150 | 27 jan 2009 | Purple Mountain  | PMO NEO             | —         | MPC                           |
| 312502     | 2009 BP151 | 29 jan 2009 | Mount Lemmon     | Mount Lemmon Survey | —         | MPC                           |
| 312503     | 2009 BX152 | 31 jan 2009 | Kitt Peak        | Spacewatch          | —         | MPC                           |
| 312504     | 2009 BY155 | 31 jan 2009 | Kitt Peak        | Spacewatch          | Mitidika  | MPC                           |
| 312505     | 2009 BP166 | 31 jan 2009 | Mount Lemmon     | Mount Lemmon Survey | —         | MPC                           |
| 312506     | 2009 BY175 | 31 jan 2009 | Kitt Peak        | Spacewatch          | —         | MPC                           |
| 312507     | 2009 BB176 | 31 jan 2009 | Mount Lemmon     | Mount Lemmon Survey | —         | MPC                           |
| 312508     | 2009 BL178 | 20 jan 2009 | Mount Lemmon     | Mount Lemmon Survey | —         | MPC                           |
| 312509     | 2009 BZ178 | 20 jan 2009 | Mount Lemmon     | Mount Lemmon Survey | —         | MPC                           |
| 312510     | 2009 BE190 | 20 jan 2009 | Mount Lemmon     | Mount Lemmon Survey | —         | MPC                           |
| 312511     | 2009 CO20  | 1 fev 2009  | Kitt Peak        | Spacewatch          | —         | MPC                           |
| 312512     | 2009 CF44  | 14 fev 2009 | Kitt Peak        | Spacewatch          | —         | MPC                           |
| 312513     | 2009 CD57  | 14 fev 2009 | Kitt Peak        | Spacewatch          | —         | MPC                           |
| 312514     | 2009 DB9   | 19 fev 2009 | Mount Lemmon     | Mount Lemmon Survey | —         | MPC                           |
| 312515     | 2009 DD15  | 16 fev 2009 | La Sagra         | Mallorca Obs.       | —         | MPC                           |
| 312516     | 2009 DF17  | 16 fev 2009 | Kitt Peak        | Spacewatch          | —         | MPC                           |
| 312517     | 2009 DD21  | 19 fev 2009 | Kitt Peak        | Spacewatch          | Mitidika  | MPC                           |
| 312518     | 2009 DU31  | 20 fev 2009 | Kitt Peak        | Spacewatch          | —         | MPC                           |
| 312519     | 2009 DO32  | 20 fev 2009 | Kitt Peak        | Spacewatch          | —         | MPC                           |
| 312520     | 2009 DE33  | 20 fev 2009 | Kitt Peak        | Spacewatch          | —         | MPC                           |
| 312521     | 2009 DV44  | 27 fev 2009 | Dauban           | F. Kugel            | —         | MPC                           |
| 312522     | 2009 DQ48  | 19 fev 2009 | Kitt Peak        | Spacewatch          | —         | MPC                           |
| 312523     | 2009 DN66  | 24 fev 2009 | Mount Lemmon     | Mount Lemmon Survey | —         | MPC                           |
| 312524     | 2009 DP66  | 24 fev 2009 | Mount Lemmon     | Mount Lemmon Survey | —         | MPC                           |
| 312525     | 2009 DS73  | 26 fev 2009 | Kitt Peak        | Spacewatch          | —         | MPC                           |
| 312526     | 2009 DK75  | 19 fev 2009 | Mount Lemmon     | Mount Lemmon Survey | —         | MPC                           |
| 312527     | 2009 DM106 | 3 nov 2007  | Kitt Peak        | Spacewatch          | —         | MPC                           |
| 312528     | 2009 DX109 | 19 fev 2009 | Kitt Peak        | Spacewatch          | —         | MPC                           |
| 312529     | 2009 DY109 | 19 fev 2009 | Kitt Peak        | Spacewatch          | —         | MPC                           |
| 312530     | 2009 DL124 | 19 fev 2009 | Kitt Peak        | Spacewatch          | —         | MPC                           |
| 312531     | 2009 DB130 | 27 fev 2009 | Kitt Peak        | Spacewatch          | Mitidika  | MPC                           |
| 312532     | 2009 DY133 | 28 fev 2009 | Kitt Peak        | Spacewatch          | —         | MPC                           |
| 312533     | 2009 DY140 | 24 fev 2009 | Mount Lemmon     | Mount Lemmon Survey | —         | MPC                           |
| 312534     | 2009 DH142 | 27 fev 2009 | Siding Spring    | SSS                 | —         | MPC                           |
| 312535     | 2009 EY2   | 5 mar 2009  | Cerro Burek      | Alianza S4 Obs.     | —         | MPC                           |
| 312536     | 2009 EE16  | 15 mar 2009 | Kitt Peak        | Spacewatch          | Mitidika  | MPC                           |
| 312537     | 2009 EM18  | 15 mar 2009 | Kitt Peak        | Spacewatch          | Brangane  | MPC                           |
| 312538     | 2009 EH20  | 15 mar 2009 | La Sagra         | Mallorca Obs.       | —         | MPC                           |
| 312539     | 2009 ES20  | 15 mar 2009 | Kitt Peak        | Spacewatch          | —         | MPC                           |
| 312540     | 2009 ER21  | 15 mar 2009 | Siding Spring    | SSS                 | —         | MPC                           |
| 312541     | 2009 EU26  | 1 mar 2009  | Catalina         | CSS                 | —         | MPC                           |
| 312542     | 2009 FC1   | 17 mar 2009 | Vicques          | M. Ory              | —         | MPC                           |
| 312543     | 2009 FP5   | 16 mar 2009 | Kitt Peak        | Spacewatch          | —         | MPC                           |
| 312544     | 2009 FA7   | 16 mar 2009 | Kitt Peak        | Spacewatch          | —         | MPC                           |
| 312545     | 2009 FO9   | 16 mar 2009 | Purple Mountain  | PMO NEO             | —         | MPC                           |
| 312546     | 2009 FV19  | 22 mar 2009 | Raheny           | D. Grennan          | —         | MPC                           |
| 312547     | 2009 FG23  | 21 mar 2009 | Kitt Peak        | Spacewatch          | —         | MPC                           |
| 312548     | 2009 FQ24  | 20 mar 2009 | La Sagra         | Mallorca Obs.       | —         | MPC                           |
| 312549     | 2009 FE29  | 11 dez 2004 | Kitt Peak        | Spacewatch          | —         | MPC                           |
| 312550     | 2009 FZ34  | 24 mar 2009 | Mount Lemmon     | Mount Lemmon Survey | —         | MPC                           |
| 312551     | 2009 FL39  | 25 mar 2009 | Purple Mountain  | PMO NEO             | —         | MPC                           |
| 312552     | 2009 FB41  | 20 mar 2009 | La Sagra         | Mallorca Obs.       | —         | MPC                           |
| 312553     | 2009 FD51  | 28 mar 2009 | Kitt Peak        | Spacewatch          | —         | MPC                           |
| 312554     | 2009 FF61  | 21 mar 2009 | Mount Lemmon     | Mount Lemmon Survey | —         | MPC                           |
| 312555     | 2009 FS66  | 23 mar 2009 | Mount Lemmon     | Mount Lemmon Survey | —         | MPC                           |
| 312556     | 2009 FW68  | 16 mar 2009 | Kitt Peak        | Spacewatch          | —         | MPC                           |
| 312557     | 2009 FW69  | 18 mar 2009 | Kitt Peak        | Spacewatch          | —         | MPC                           |
| 312558     | 2009 GC    | 2 abr 2009  | Taunus           | E. Schwab, R. Kling | —         | MPC                           |
| 312559     | 2009 GH2   | 1 abr 2009  | Catalina         | CSS                 | Juno      | MPC                           |
| 312560     | 2009 GQ4   | 3 abr 2009  | Cerro Burek      | Alianza S4 Obs.     | —         | MPC                           |
| 312561     | 2009 HL    | 18 abr 2009 | Tzec Maun        | F. Tozzi            | —         | MPC                           |
| 312562     | 2009 HQ1   | 17 abr 2009 | Catalina         | CSS                 | —         | MPC                           |
| 312563     | 2009 HO2   | 18 abr 2009 | Vicques          | M. Ory              | —         | MPC                           |
| 312564     | 2009 HN4   | 17 abr 2009 | Kitt Peak        | Spacewatch          | —         | MPC                           |
| 312565     | 2009 HD7   | 17 abr 2009 | Kitt Peak        | Spacewatch          | —         | MPC                           |
| 312566     | 2009 HL7   | 17 abr 2009 | Kitt Peak        | Spacewatch          | —         | MPC                           |
| 312567     | 2009 HJ10  | 18 abr 2009 | Kitt Peak        | Spacewatch          | —         | MPC                           |
| 312568     | 2009 HM19  | 19 abr 2009 | Catalina         | CSS                 | —         | MPC                           |
| 312569     | 2009 HX19  | 17 abr 2009 | Catalina         | CSS                 | —         | MPC                           |
| 312570     | 2009 HT38  | 18 abr 2009 | Kitt Peak        | Spacewatch          | —         | MPC                           |
| 312571     | 2009 HR41  | 20 abr 2009 | Kitt Peak        | Spacewatch          | —         | MPC                           |
| 312572     | 2009 HB42  | 20 abr 2009 | Kitt Peak        | Spacewatch          | —         | MPC                           |
| 312573     | 2009 HF57  | 22 abr 2009 | Mount Lemmon     | Mount Lemmon Survey | —         | MPC                           |
| 312574     | 2009 HR65  | 23 abr 2009 | Kitt Peak        | Spacewatch          | —         | MPC                           |
| 312575     | 2009 HN67  | 26 abr 2009 | Kitt Peak        | Spacewatch          | —         | MPC                           |
| 312576     | 2009 HR69  | 22 abr 2009 | Mount Lemmon     | Mount Lemmon Survey | —         | MPC                           |
| 312577     | 2009 HE75  | 27 abr 2009 | Catalina         | CSS                 | —         | MPC                           |
| 312578     | 2009 HT76  | 27 abr 2009 | Catalina         | CSS                 | —         | MPC                           |
| 312579     | 2009 HY77  | 27 abr 2009 | Purple Mountain  | PMO NEO             | —         | MPC                           |
| 312580     | 2009 HZ78  | 26 abr 2009 | Kitt Peak        | Spacewatch          | —         | MPC                           |
| 312581     | 2009 HG80  | 28 abr 2009 | Catalina         | CSS                 | —         | MPC                           |
| 312582     | 2009 HN80  | 28 abr 2009 | Catalina         | CSS                 | —         | MPC                           |
| 312583     | 2009 HH81  | 28 abr 2009 | Skylive          | F. Tozzi            | Phocaea   | MPC                           |
| 312584     | 2009 HO81  | 24 abr 2009 | Cerro Burek      | Alianza S4 Obs.     | —         | MPC                           |
| 312585     | 2009 HW82  | 26 abr 2009 | Kitt Peak        | Spacewatch          | —         | MPC                           |
| 312586     | 2009 HS88  | 30 abr 2009 | La Sagra         | Mallorca Obs.       | —         | MPC                           |
| 312587     | 2009 HW89  | 30 abr 2009 | La Sagra         | Mallorca Obs.       | —         | MPC                           |
| 312588     | 2009 HZ99  | 26 abr 2009 | Purple Mountain  | PMO NEO             | —         | MPC                           |
| 312589     | 2009 HR102 | 23 abr 2009 | Kitt Peak        | Spacewatch          | —         | MPC                           |
| 312590     | 2009 HT106 | 17 abr 2009 | Catalina         | CSS                 | —         | MPC                           |
| 312591     | 2009 JZ11  | 15 mai 2009 | Catalina         | CSS                 | —         | MPC                           |
| 312592     | 2009 JA16  | 14 mai 2009 | Kitt Peak        | Spacewatch          | —         | MPC                           |
| 312593     | 2009 KN2   | 18 mai 2009 | Bergisch Gladbac | W. Bickel           | Phocaea   | MPC                           |
| 312594     | 2009 KM3   | 23 mai 2009 | Sierra Stars     | R. Matson           | —         | MPC                           |
| 312595     | 2009 KJ6   | 25 mai 2009 | Kitt Peak        | Spacewatch          | —         | MPC                           |
| 312596     | 2009 KD9   | 24 mai 2009 | Catalina         | CSS                 | Phocaea   | MPC                           |
| 312597     | 2009 KY14  | 26 mai 2009 | Catalina         | CSS                 | —         | MPC                           |
| 312598     | 2009 KG22  | 17 mai 2009 | Kitt Peak        | Spacewatch          | Hygiea    | MPC                           |
| 312599     | 2009 KP26  | 29 mai 2009 | Kitt Peak        | Spacewatch          | —         | MPC                           |
| 312600     | 2009 KF34  | 26 set 2006 | Kitt Peak        | Spacewatch          | —         | MPC                           |

## 312601–312700
| Designação | Designação | Descoberta  | Descoberta    | Descobridor(es)                   | Categoria | Mais informações / Referência |
| Permanente | Provisória | Data        | Local         | Descobridor(es)                   | Categoria | Mais informações / Referência |
| ---------- | ---------- | ----------- | ------------- | --------------------------------- | --------- | ----------------------------- |
| 312601     | 2009 KW35  | 18 mai 2009 | Mount Lemmon  | Mount Lemmon Survey               | —         | MPC                           |
| 312602     | 2009 LZ1   | 12 jun 2009 | Kitt Peak     | Spacewatch                        | —         | MPC                           |
| 312603     | 2009 LU6   | 1 jun 2009  | Mount Lemmon  | Mount Lemmon Survey               | —         | MPC                           |
| 312604     | 2009 OK3   | 19 jul 2009 | La Sagra      | Mallorca Obs.                     | —         | MPC                           |
| 312605     | 2009 OG6   | 19 jul 2009 | La Sagra      | Mallorca Obs.                     | —         | MPC                           |
| 312606     | 2009 PX14  | 15 ago 2009 | Catalina      | CSS                               | —         | MPC                           |
| 312607     | 2009 RJ21  | 29 nov 2005 | Kitt Peak     | Spacewatch                        | Brangane  | MPC                           |
| 312608     | 2009 RU53  | 15 set 2009 | Kitt Peak     | Spacewatch                        | Vesta     | MPC                           |
| 312609     | 2009 RW55  | 15 set 2009 | Kitt Peak     | Spacewatch                        | Vesta     | MPC                           |
| 312610     | 2009 RA63  | 12 set 2009 | Kitt Peak     | Spacewatch                        | Vesta     | MPC                           |
| 312611     | 2009 RY68  | 15 set 2009 | Kitt Peak     | Spacewatch                        | Vesta     | MPC                           |
| 312612     | 2009 SE74  | 17 set 2009 | Kitt Peak     | Spacewatch                        | Vesta     | MPC                           |
| 312613     | 2009 SB112 | 18 set 2009 | Kitt Peak     | Spacewatch                        | —         | MPC                           |
| 312614     | 2009 SQ120 | 18 set 2009 | Kitt Peak     | Spacewatch                        | Vesta     | MPC                           |
| 312615     | 2009 SJ137 | 18 set 2009 | Kitt Peak     | Spacewatch                        | Vesta     | MPC                           |
| 312616     | 2009 SF141 | 30 jul 2008 | Kitt Peak     | Spacewatch                        | Vesta     | MPC                           |
| 312617     | 2009 SZ199 | 30 jul 2008 | Kitt Peak     | Spacewatch                        | Vesta     | MPC                           |
| 312618     | 2009 SQ246 | 17 set 2009 | Kitt Peak     | Spacewatch                        | Vesta     | MPC                           |
| 312619     | 2009 SS246 | 30 nov 2000 | Apache Point  | SDSS                              | Vesta     | MPC                           |
| 312620     | 2009 SA252 | 21 set 2009 | Kitt Peak     | Spacewatch                        | Vesta     | MPC                           |
| 312621     | 2009 SZ269 | 24 set 2009 | Kitt Peak     | Spacewatch                        | Vesta     | MPC                           |
| 312622     | 2009 SH313 | 18 set 2009 | Kitt Peak     | Spacewatch                        | Vesta     | MPC                           |
| 312623     | 2009 SQ346 | 22 set 2009 | Kitt Peak     | Spacewatch                        | Vesta     | MPC                           |
| 312624     | 2009 SB355 | 6 set 2008  | Kitt Peak     | Spacewatch                        | Vesta     | MPC                           |
| 312625     | 2009 SK356 | 16 set 2009 | Kitt Peak     | Spacewatch                        | Vesta     | MPC                           |
| 312626     | 2009 TU15  | 1 out 2009  | Mount Lemmon  | Mount Lemmon Survey               | Vesta     | MPC                           |
| 312627     | 2009 TS26  | 14 out 2009 | La Sagra      | Mallorca Obs.                     | Vesta     | MPC                           |
| 312628     | 2009 UA36  | 22 out 2009 | Mount Lemmon  | Mount Lemmon Survey               | Vesta     | MPC                           |
| 312629     | 2009 UB101 | 23 out 2009 | Mount Lemmon  | Mount Lemmon Survey               | Vesta     | MPC                           |
| 312630     | 2009 UB107 | 22 out 2009 | Mount Lemmon  | Mount Lemmon Survey               | Vesta     | MPC                           |
| 312631     | 2009 UR145 | 21 out 2009 | Catalina      | CSS                               | Vesta     | MPC                           |
| 312632     | 2009 UY148 | 17 out 2009 | Mount Lemmon  | Mount Lemmon Survey               | Vesta     | MPC                           |
| 312633     | 2009 WE5   | 16 nov 2009 | Kitt Peak     | Spacewatch                        | Vesta     | MPC                           |
| 312634     | 2009 WM59  | 16 nov 2009 | Mount Lemmon  | Mount Lemmon Survey               | Vesta     | MPC                           |
| 312635     | 2009 WC221 | 16 nov 2009 | Mount Lemmon  | Mount Lemmon Survey               | Vesta     | MPC                           |
| 312636     | 2009 WG229 | 17 nov 2009 | Mount Lemmon  | Mount Lemmon Survey               | Vesta     | MPC                           |
| 312637     | 2010 AP85  | 2 out 2009  | Mount Lemmon  | Mount Lemmon Survey               | Vesta     | MPC                           |
| 312638     | 2010 AP111 | 14 mai 2004 | Kitt Peak     | Spacewatch                        | Vesta     | MPC                           |
| 312639     | 2010 BX15  | 15 set 2010 | Kitt Peak     | Spacewatch                        | Vesta     | MPC                           |
| 312640     | 2010 BJ43  | 26 out 2009 | Mount Lemmon  | Mount Lemmon Survey               | Vesta     | MPC                           |
| 312641     | 2010 BF52  | 11 abr 2002 | Palomar       | NEAT                              | Vesta     | MPC                           |
| 312642     | 2010 BH62  | 21 jan 2010 | WISE          | WISE                              | Vesta     | MPC                           |
| 312643     | 2010 BZ111 | 9 out 2009  | Kitt Peak     | Spacewatch                        | Vesta     | MPC                           |
| 312644     | 2010 CO31  | 9 fev 2010  | Mount Lemmon  | Mount Lemmon Survey               | —         | MPC                           |
| 312645     | 2010 EP65  | 9 mar 2010  | La Silla      | D. L. Rabinowitz, S. Tourtellotte | —         | MPC                           |
| 312646     | 2010 EY91  | 19 ago 1995 | La Silla      | C.-I. Lagerkvist                  | —         | MPC                           |
| 312647     | 2010 GM101 | 5 abr 2010  | Kitt Peak     | Spacewatch                        | —         | MPC                           |
| 312648     | 2010 JY18  | 3 mai 2010  | WISE          | WISE                              | —         | MPC                           |
| 312649     | 2010 JP47  | 3 mai 2010  | Kitt Peak     | Spacewatch                        | —         | MPC                           |
| 312650     | 2010 JJ110 | 10 mar 2007 | Catalina      | CSS                               | Juno      | MPC                           |
| 312651     | 2010 JG124 | 6 mai 2010  | Catalina      | CSS                               | —         | MPC                           |
| 312652     | 2010 KY20  | 17 mai 2010 | WISE          | WISE                              | —         | MPC                           |
| 312653     | 2010 KQ36  | 18 mai 2010 | La Sagra      | Mallorca Obs.                     | —         | MPC                           |
| 312654     | 2010 KT41  | 20 mai 2010 | WISE          | WISE                              | —         | MPC                           |
| 312655     | 2010 KS50  | 22 mai 2010 | WISE          | WISE                              | —         | MPC                           |
| 312656     | 2010 KJ63  | 23 mai 2010 | WISE          | WISE                              | Brangane  | MPC                           |
| 312657     | 2010 KW78  | 25 mai 2010 | WISE          | WISE                              | —         | MPC                           |
| 312658     | 2010 KX78  | 1 out 2005  | Catalina      | CSS                               | Brangane  | MPC                           |
| 312659     | 2010 KV90  | 27 mai 2010 | WISE          | WISE                              | Ursula    | MPC                           |
| 312660     | 2010 KS95  | 27 mai 2010 | WISE          | WISE                              | —         | MPC                           |
| 312661     | 2010 KL114 | 30 mai 2010 | WISE          | WISE                              | Juno      | MPC                           |
| 312662     | 2010 LZ11  | 2 jun 2010  | WISE          | WISE                              | —         | MPC                           |
| 312663     | 2010 LB12  | 2 jun 2010  | WISE          | WISE                              | —         | MPC                           |
| 312664     | 2010 LD12  | 2 jun 2010  | WISE          | WISE                              | Ursula    | MPC                           |
| 312665     | 2010 LY15  | 1 jun 2010  | Nogales       | Tenagra II Obs.                   | —         | MPC                           |
| 312666     | 2010 LS17  | 3 jun 2010  | WISE          | WISE                              | —         | MPC                           |
| 312667     | 2010 LH53  | 8 jun 2010  | WISE          | WISE                              | —         | MPC                           |
| 312668     | 2010 LJ57  | 9 jun 2010  | WISE          | WISE                              | —         | MPC                           |
| 312669     | 2010 LR62  | 6 jun 2010  | Kitt Peak     | Spacewatch                        | —         | MPC                           |
| 312670     | 2010 LM92  | 12 jun 2010 | WISE          | WISE                              | —         | MPC                           |
| 312671     | 2010 LP103 | 13 jun 2010 | WISE          | WISE                              | —         | MPC                           |
| 312672     | 2010 LU113 | 13 jun 2010 | Catalina      | CSS                               | —         | MPC                           |
| 312673     | 2010 MD11  | 3 nov 1999  | Socorro       | LINEAR                            | —         | MPC                           |
| 312674     | 2010 MF20  | 18 jun 2010 | WISE          | WISE                              | —         | MPC                           |
| 312675     | 2010 MF28  | 19 jun 2010 | WISE          | WISE                              | —         | MPC                           |
| 312676     | 2010 MF36  | 19 jan 2007 | Mauna Kea     | P. A. Wiegert                     | —         | MPC                           |
| 312677     | 2010 MK63  | 24 jun 2010 | WISE          | WISE                              | —         | MPC                           |
| 312678     | 2010 MP71  | 29 ago 2005 | Kitt Peak     | Spacewatch                        | —         | MPC                           |
| 312679     | 2010 MJ73  | 26 jun 2010 | WISE          | WISE                              | —         | MPC                           |
| 312680     | 2010 MG104 | 8 fev 2007  | Mount Lemmon  | Mount Lemmon Survey               | —         | MPC                           |
| 312681     | 2010 NV4   | 6 jul 2010  | Catalina      | CSS                               | —         | MPC                           |
| 312682     | 2010 NW4   | 6 jul 2010  | Catalina      | CSS                               | —         | MPC                           |
| 312683     | 2010 NH5   | 24 jul 2003 | Palomar       | NEAT                              | —         | MPC                           |
| 312684     | 2010 NX22  | 6 set 2004  | Siding Spring | SSS                               | —         | MPC                           |
| 312685     | 2010 NM30  | 7 jul 2010  | WISE          | WISE                              | —         | MPC                           |
| 312686     | 2010 NZ39  | 8 jul 2010  | WISE          | WISE                              | —         | MPC                           |
| 312687     | 2010 NU43  | 9 jul 2010  | WISE          | WISE                              | —         | MPC                           |
| 312688     | 2010 NK45  | 3 abr 2008  | Mount Lemmon  | Mount Lemmon Survey               | —         | MPC                           |
| 312689     | 2010 ND50  | 30 set 2005 | Mount Lemmon  | Mount Lemmon Survey               | —         | MPC                           |
| 312690     | 2010 NE64  | 11 jul 2010 | WISE          | WISE                              | —         | MPC                           |
| 312691     | 2010 NW86  | 1 jul 2010  | WISE          | WISE                              | —         | MPC                           |
| 312692     | 2010 NA97  | 10 mar 2008 | Kitt Peak     | Spacewatch                        | —         | MPC                           |
| 312693     | 2010 NU110 | 11 mar 2008 | Kitt Peak     | Spacewatch                        | —         | MPC                           |
| 312694     | 2010 NT117 | 5 jul 2010  | Kitt Peak     | Spacewatch                        | —         | MPC                           |
| 312695     | 2010 OE6   | 3 nov 2005  | Mount Lemmon  | Mount Lemmon Survey               | Ursula    | MPC                           |
| 312696     | 2010 OK14  | 1 out 2005  | Catalina      | CSS                               | —         | MPC                           |
| 312697     | 2010 OW25  | 29 ago 2001 | Palomar       | NEAT                              | —         | MPC                           |
| 312698     | 2010 OL28  | 6 mar 2008  | Mount Lemmon  | Mount Lemmon Survey               | —         | MPC                           |
| 312699     | 2010 OH41  | 19 fev 2007 | Catalina      | CSS                               | Flora     | MPC                           |
| 312700     | 2010 OY75  | 26 jul 2010 | WISE          | WISE                              | Vesta     | MPC                           |

## 312701–312800
| Designação | Designação | Descoberta  | Descoberta      | Descobridor(es)        | Categoria | Mais informações / Referência |
| Permanente | Provisória | Data        | Local           | Descobridor(es)        | Categoria | Mais informações / Referência |
| ---------- | ---------- | ----------- | --------------- | ---------------------- | --------- | ----------------------------- |
| 312701     | 2010 OS84  | 21 set 2004 | Socorro         | LINEAR                 | —         | MPC                           |
| 312702     | 2010 OD87  | 11 jan 2008 | Mount Lemmon    | Mount Lemmon Survey    | —         | MPC                           |
| 312703     | 2010 PT2   | 21 jan 2001 | Socorro         | LINEAR                 | —         | MPC                           |
| 312704     | 2010 PV10  | 5 ago 2010  | Socorro         | LINEAR                 | Phocaea   | MPC                           |
| 312705     | 2010 PW21  | 4 nov 2004  | Kitt Peak       | Spacewatch             | —         | MPC                           |
| 312706     | 2010 PM25  | 28 jan 2007 | Catalina        | CSS                    | —         | MPC                           |
| 312707     | 2010 PV25  | 7 ago 2010  | WISE            | WISE                   | Vesta     | MPC                           |
| 312708     | 2010 PJ44  | 23 jan 2006 | Catalina        | CSS                    | —         | MPC                           |
| 312709     | 2010 PR49  | 21 dez 2006 | Mount Lemmon    | Mount Lemmon Survey    | —         | MPC                           |
| 312710     | 2010 PE65  | 11 set 2005 | Kitt Peak       | Spacewatch             | —         | MPC                           |
| 312711     | 2010 PO71  | 22 ago 1998 | Xinglong        | SCAP                   | —         | MPC                           |
| 312712     | 2010 PB76  | 10 ago 2010 | Kitt Peak       | Spacewatch             | —         | MPC                           |
| 312713     | 2010 QS3   | 18 ago 2010 | Purple Mountain | PMO NEO                | —         | MPC                           |
| 312714     | 2010 RR3   | 1 set 2010  | ESA OGS         | ESA OGS                | —         | MPC                           |
| 312715     | 2010 RU20  | 15 dez 2006 | Kitt Peak       | Spacewatch             | Brangane  | MPC                           |
| 312716     | 2010 RA31  | 28 abr 2004 | Kitt Peak       | Spacewatch             | Vesta     | MPC                           |
| 312717     | 2010 RQ40  | 16 mai 2005 | Kitt Peak       | Spacewatch             | —         | MPC                           |
| 312718     | 2010 RG44  | 6 set 2010  | Plana           | F. Fratev              | —         | MPC                           |
| 312719     | 2010 RG48  | 13 set 2005 | Kitt Peak       | Spacewatch             | Themis    | MPC                           |
| 312720     | 2010 RE49  | 4 set 2010  | Socorro         | LINEAR                 | Ursula    | MPC                           |
| 312721     | 2010 RC50  | 10 ago 2004 | Socorro         | LINEAR                 | —         | MPC                           |
| 312722     | 2010 RY55  | 29 set 2005 | Kitt Peak       | Spacewatch             | Ursula    | MPC                           |
| 312723     | 2010 RF65  | 13 jun 2010 | Mount Lemmon    | Mount Lemmon Survey    | —         | MPC                           |
| 312724     | 2010 RU73  | 4 out 1996  | Kitt Peak       | Spacewatch             | —         | MPC                           |
| 312725     | 2010 RJ82  | 27 fev 2008 | Mount Lemmon    | Mount Lemmon Survey    | —         | MPC                           |
| 312726     | 2010 RW105 | 23 jan 2003 | La Silla        | A. Boattini, H. Scholl | —         | MPC                           |
| 312727     | 2010 RO108 | 10 set 2010 | Mount Lemmon    | Mount Lemmon Survey    | —         | MPC                           |
| 312728     | 2010 RA109 | 1 fev 2001  | Socorro         | LINEAR                 | —         | MPC                           |
| 312729     | 2010 RV118 | 13 jun 2005 | Mount Lemmon    | Mount Lemmon Survey    | —         | MPC                           |
| 312730     | 2010 RZ160 | 3 jan 2003  | Kitt Peak       | Spacewatch             | —         | MPC                           |
| 312731     | 2010 SS9   | 8 set 2004  | Saint-Véran     | Saint-Véran Obs.       | —         | MPC                           |
| 312732     | 2010 SA14  | 21 jul 1999 | Anderson Mesa   | LONEOS                 | —         | MPC                           |
| 312733     | 2010 SC21  | 15 dez 2006 | Kitt Peak       | Spacewatch             | Themis    | MPC                           |
| 312734     | 2010 SH27  | 25 nov 2005 | Catalina        | CSS                    | Brangane  | MPC                           |
| 312735     | 2010 SL36  | 29 out 2005 | Catalina        | CSS                    | —         | MPC                           |
| 312736     | 2010 SU36  | 3 nov 2005  | Catalina        | CSS                    | —         | MPC                           |
| 312737     | 2010 SY40  | 28 jan 2007 | Kitt Peak       | Spacewatch             | —         | MPC                           |
| 312738     | 2010 TZ4   | 14 out 2001 | Socorro         | LINEAR                 | —         | MPC                           |
| 312739     | 2010 TA25  | 1 out 2005  | Kitt Peak       | Spacewatch             | —         | MPC                           |
| 312740     | 2010 TP26  | 22 nov 2006 | Kitt Peak       | Spacewatch             | —         | MPC                           |
| 312741     | 2010 TD29  | 9 out 2005  | Kitt Peak       | Spacewatch             | —         | MPC                           |
| 312742     | 2010 TU33  | 25 nov 2005 | Mount Lemmon    | Mount Lemmon Survey    | —         | MPC                           |
| 312743     | 2010 TL34  | 12 nov 2006 | Mount Lemmon    | Mount Lemmon Survey    | —         | MPC                           |
| 312744     | 2010 TM35  | 1 abr 2008  | Mount Lemmon    | Mount Lemmon Survey    | —         | MPC                           |
| 312745     | 2010 TM41  | 17 set 2006 | Kitt Peak       | Spacewatch             | —         | MPC                           |
| 312746     | 2010 TR52  | 21 out 2006 | Lulin           | LUSS                   | —         | MPC                           |
| 312747     | 2010 TR57  | 1 out 2005  | Mount Lemmon    | Mount Lemmon Survey    | —         | MPC                           |
| 312748     | 2010 TZ69  | 3 mai 2008  | Kitt Peak       | Spacewatch             | —         | MPC                           |
| 312749     | 2010 TN82  | 30 ago 2005 | Kitt Peak       | Spacewatch             | —         | MPC                           |
| 312750     | 2010 TG85  | 17 nov 2006 | Mount Lemmon    | Mount Lemmon Survey    | —         | MPC                           |
| 312751     | 2010 TG92  | 24 abr 2006 | Reedy Creek     | J. Broughton           | —         | MPC                           |
| 312752     | 2010 TT96  | 26 mar 2003 | Kitt Peak       | Spacewatch             | —         | MPC                           |
| 312753     | 2010 TA97  | 28 set 2006 | Kitt Peak       | Spacewatch             | —         | MPC                           |
| 312754     | 2010 TG98  | 10 out 1999 | Kitt Peak       | Spacewatch             | —         | MPC                           |
| 312755     | 2010 TB99  | 22 ago 2004 | Kitt Peak       | Spacewatch             | —         | MPC                           |
| 312756     | 2010 TZ104 | 15 abr 2008 | Mount Lemmon    | Mount Lemmon Survey    | —         | MPC                           |
| 312757     | 2010 TP109 | 28 ago 2005 | Kitt Peak       | Spacewatch             | —         | MPC                           |
| 312758     | 2010 TG116 | 16 jul 2004 | Cerro Tololo    | M. W. Buie             | —         | MPC                           |
| 312759     | 2010 TM127 | 17 jun 2005 | Mount Lemmon    | Mount Lemmon Survey    | —         | MPC                           |
| 312760     | 2010 TO135 | 23 ago 2004 | Kitt Peak       | Spacewatch             | —         | MPC                           |
| 312761     | 2010 TK157 | 13 dez 2006 | Kitt Peak       | Spacewatch             | —         | MPC                           |
| 312762     | 2010 TZ157 | 5 out 2005  | Mount Lemmon    | Mount Lemmon Survey    | —         | MPC                           |
| 312763     | 2010 TA159 | 28 mar 2008 | Mount Lemmon    | Mount Lemmon Survey    | —         | MPC                           |
| 312764     | 2010 TP178 | 7 out 2004  | Kitt Peak       | Spacewatch             | —         | MPC                           |
| 312765     | 2010 TF179 | 4 out 1999  | Kitt Peak       | Spacewatch             | —         | MPC                           |
| 312766     | 2010 UW14  | 20 mai 2005 | Mount Lemmon    | Mount Lemmon Survey    | Vesta     | MPC                           |
| 312767     | 2010 US22  | 25 dez 2005 | Kitt Peak       | Spacewatch             | —         | MPC                           |
| 312768     | 2010 UL30  | 16 fev 2002 | Palomar         | NEAT                   | —         | MPC                           |
| 312769     | 2010 UP30  | 7 dez 2005  | Kitt Peak       | Spacewatch             | Ursula    | MPC                           |
| 312770     | 2010 UF56  | 6 set 2008  | Mount Lemmon    | Mount Lemmon Survey    | Vesta     | MPC                           |
| 312771     | 2010 UH67  | 11 jun 2004 | Kitt Peak       | Spacewatch             | Eos       | MPC                           |
| 312772     | 2010 UA76  | 11 dez 2002 | Kitt Peak       | Spacewatch             | —         | MPC                           |
| 312773     | 2010 UW82  | 12 jan 2010 | WISE            | WISE                   | Vesta     | MPC                           |
| 312774     | 2010 UC86  | 7 jul 2005  | Kitt Peak       | Spacewatch             | —         | MPC                           |
| 312775     | 2010 UP97  | 26 mar 2003 | Kitt Peak       | Spacewatch             | Vesta     | MPC                           |
| 312776     | 2010 UZ101 | 2 nov 2006  | Mount Lemmon    | Mount Lemmon Survey    | —         | MPC                           |
| 312777     | 2010 VP6   | 13 set 2004 | Palomar         | NEAT                   | —         | MPC                           |
| 312778     | 2010 VA30  | 21 out 2009 | Catalina        | CSS                    | Vesta     | MPC                           |
| 312779     | 2010 VY33  | 29 jul 2009 | Kitt Peak       | Spacewatch             | Vesta     | MPC                           |
| 312780     | 2010 VR34  | 6 fev 2007  | Mount Lemmon    | Mount Lemmon Survey    | —         | MPC                           |
| 312781     | 2010 VO39  | 28 ago 2006 | Kitt Peak       | Spacewatch             | —         | MPC                           |
| 312782     | 2010 VB46  | 16 dez 2007 | Mount Lemmon    | Mount Lemmon Survey    | Vesta     | MPC                           |
| 312783     | 2010 VX52  | 13 mar 2008 | Kitt Peak       | Spacewatch             | —         | MPC                           |
| 312784     | 2010 VB74  | 2 set 2000  | Anderson Mesa   | LONEOS                 | —         | MPC                           |
| 312785     | 2010 VH90  | 16 jul 2002 | Palomar         | NEAT                   | —         | MPC                           |
| 312786     | 2010 VC96  | 2 out 2009  | Mount Lemmon    | Mount Lemmon Survey    | Vesta     | MPC                           |
| 312787     | 2010 VA114 | 10 mai 2005 | Mount Lemmon    | Mount Lemmon Survey    | Vesta     | MPC                           |
| 312788     | 2010 VF127 | 22 jun 1995 | Kitt Peak       | Spacewatch             | Vesta     | MPC                           |
| 312789     | 2010 VW138 | 23 jul 2003 | Palomar         | NEAT                   | —         | MPC                           |
| 312790     | 2010 VB163 | 8 abr 2002  | Palomar         | NEAT                   | —         | MPC                           |
| 312791     | 2010 VT164 | 18 nov 1998 | Kitt Peak       | M. W. Buie             | Vesta     | MPC                           |
| 312792     | 2010 VX176 | 22 jun 2004 | Kitt Peak       | Spacewatch             | —         | MPC                           |
| 312793     | 2010 VR180 | 4 set 2008  | Kitt Peak       | Spacewatch             | Vesta     | MPC                           |
| 312794     | 2010 VM195 | 1 dez 2005  | Mount Lemmon    | Mount Lemmon Survey    | —         | MPC                           |
| 312795     | 2010 WY10  | 30 nov 2000 | Apache Point    | SDSS                   | —         | MPC                           |
| 312796     | 2010 WQ21  | 4 set 2008  | Kitt Peak       | Spacewatch             | Vesta     | MPC                           |
| 312797     | 2010 WC22  | 27 set 2009 | Kitt Peak       | Spacewatch             | Vesta     | MPC                           |
| 312798     | 2010 WC27  | 19 set 2009 | Kitt Peak       | Spacewatch             | Vesta     | MPC                           |
| 312799     | 2010 WF54  | 21 jun 2007 | Mount Lemmon    | Mount Lemmon Survey    | Vesta     | MPC                           |
| 312800     | 2010 WM64  | 28 jan 2007 | Kitt Peak       | Spacewatch             | Maria     | MPC                           |

## 312801–312900
| Designação | Designação | Descoberta  | Descoberta       | Descobridor(es)          | Categoria | Mais informações / Referência |
| Permanente | Provisória | Data        | Local            | Descobridor(es)          | Categoria | Mais informações / Referência |
| ---------- | ---------- | ----------- | ---------------- | ------------------------ | --------- | ----------------------------- |
| 312801     | 2010 WO66  | 24 set 2008 | Mount Lemmon     | Mount Lemmon Survey      | Vesta     | MPC                           |
| 312802     | 2010 XM5   | 5 jan 2000  | Socorro          | LINEAR                   | Vesta     | MPC                           |
| 312803     | 2010 XD71  | 13 set 2007 | Mount Lemmon     | Mount Lemmon Survey      | Vesta     | MPC                           |
| 312804     | 2010 XQ79  | 22 ago 1995 | Kitt Peak        | Spacewatch               | Vesta     | MPC                           |
| 312805     | 2010 XN80  | 11 abr 2003 | Kitt Peak        | Spacewatch               | Vesta     | MPC                           |
| 312806     | 2010 XG85  | 2 jan 2001  | Kitt Peak        | Spacewatch               | Vesta     | MPC                           |
| 312807     | 2010 XM87  | 4 out 1996  | Kitt Peak        | Spacewatch               | Vesta     | MPC                           |
| 312808     | 2010 YS1   | 4 set 2003  | Kitt Peak        | Spacewatch               | —         | MPC                           |
| 312809     | 2011 AJ22  | 3 mar 2006  | Anderson Mesa    | LONEOS                   | —         | MPC                           |
| 312810     | 2011 BZ125 | 19 jul 2004 | Anderson Mesa    | LONEOS                   | —         | MPC                           |
| 312811     | 2011 FP88  | 17 set 1995 | Kitt Peak        | Spacewatch               | —         | MPC                           |
| 312812     | 2011 GH    | 4 jan 2006  | Mount Lemmon     | Mount Lemmon Survey      | —         | MPC                           |
| 312813     | 2011 KL30  | 27 abr 2001 | Socorro          | LINEAR                   | —         | MPC                           |
| 312814     | 2011 LS13  | 13 fev 2002 | Apache Point     | SDSS                     | —         | MPC                           |
| 312815     | 2011 OR19  | 31 ago 2000 | Socorro          | LINEAR                   | —         | MPC                           |
| 312816     | 2011 OE48  | 6 dez 2002  | Socorro          | LINEAR                   | —         | MPC                           |
| 312817     | 2011 QT6   | 1 dez 2005  | Kitt Peak        | Spacewatch               | —         | MPC                           |
| 312818     | 2011 QX67  | 25 mai 2007 | Mount Lemmon     | Mount Lemmon Survey      | —         | MPC                           |
| 312819     | 2011 QO92  | 15 out 2001 | Kitt Peak        | Spacewatch               | —         | MPC                           |
| 312820     | 2011 SG31  | 27 dez 2005 | Kitt Peak        | Spacewatch               | Juno      | MPC                           |
| 312821     | 2011 SF43  | 12 fev 2004 | Kitt Peak        | Spacewatch               | —         | MPC                           |
| 312822     | 2011 SO91  | 22 abr 2004 | Kitt Peak        | Spacewatch               | —         | MPC                           |
| 312823     | 2011 SB113 | 19 jan 2001 | Haleakala        | NEAT                     | —         | MPC                           |
| 312824     | 2011 SN123 | 11 mar 2002 | Palomar          | NEAT                     | Ursula    | MPC                           |
| 312825     | 2011 SH135 | 21 out 1995 | Kitt Peak        | Spacewatch               | —         | MPC                           |
| 312826     | 2011 SD142 | 19 jan 2004 | Kitt Peak        | Spacewatch               | —         | MPC                           |
| 312827     | 2011 SW166 | 8 abr 2002  | Kitt Peak        | Spacewatch               | —         | MPC                           |
| 312828     | 2011 SW172 | 1 out 2000  | Anderson Mesa    | LONEOS                   | —         | MPC                           |
| 312829     | 2011 SW183 | 22 nov 2006 | Kitt Peak        | Spacewatch               | Ursula    | MPC                           |
| 312830     | 2011 SB241 | 23 mar 2003 | Kitt Peak        | Spacewatch               | —         | MPC                           |
| 312831     | 2011 SU247 | 4 dez 2003  | Socorro          | LINEAR                   | —         | MPC                           |
| 312832     | 2011 SN257 | 1 jan 2009  | Kitt Peak        | Spacewatch               | —         | MPC                           |
| 312833     | 2011 TO9   | 18 dez 2001 | Socorro          | LINEAR                   | —         | MPC                           |
| 312834     | 2011 TS13  | 15 mar 2004 | Kitt Peak        | Spacewatch               | —         | MPC                           |
| 312835     | 2011 UP8   | 16 fev 2002 | Palomar          | NEAT                     | —         | MPC                           |
| 312836     | 2011 UE13  | 10 out 2004 | Kitt Peak        | Spacewatch               | —         | MPC                           |
| 312837     | 2011 UC16  | 16 abr 2004 | Kitt Peak        | Spacewatch               | Themis    | MPC                           |
| 312838     | 2011 UL17  | 8 abr 2002  | Palomar          | NEAT                     | Ursula    | MPC                           |
| 312839     | 2011 UL25  | 22 out 2006 | Mount Lemmon     | Mount Lemmon Survey      | —         | MPC                           |
| 312840     | 2011 UW37  | 27 mai 2003 | Kitt Peak        | Spacewatch               | —         | MPC                           |
| 312841     | 2011 UO49  | 28 set 2000 | Kitt Peak        | Spacewatch               | Mitidika  | MPC                           |
| 312842     | 2011 UW52  | 23 abr 2004 | Campo Imperatore | CINEOS                   | Brangane  | MPC                           |
| 312843     | 2011 UA55  | 17 nov 1995 | Kitt Peak        | Spacewatch               | —         | MPC                           |
| 312844     | 2011 UM55  | 18 jul 2006 | Siding Spring    | SSS                      | —         | MPC                           |
| 312845     | 2011 UQ55  | 1 ago 2000  | Socorro          | LINEAR                   | Chloris   | MPC                           |
| 312846     | 2011 UQ61  | 11 mar 2005 | Mount Lemmon     | Mount Lemmon Survey      | —         | MPC                           |
| 312847     | 2011 UA78  | 29 mar 2003 | Anderson Mesa    | LONEOS                   | —         | MPC                           |
| 312848     | 2011 UE78  | 19 nov 2006 | Kitt Peak        | Spacewatch               | —         | MPC                           |
| 312849     | 2011 UY81  | 15 jan 2004 | Kitt Peak        | Spacewatch               | —         | MPC                           |
| 312850     | 2011 UQ84  | 1 set 2005  | Palomar          | NEAT                     | —         | MPC                           |
| 312851     | 2011 UZ84  | 15 out 2002 | Palomar          | NEAT                     | —         | MPC                           |
| 312852     | 2011 UA85  | 18 dez 2004 | Mount Lemmon     | Mount Lemmon Survey      | —         | MPC                           |
| 312853     | 2011 UM86  | 23 set 2000 | Socorro          | LINEAR                   | —         | MPC                           |
| 312854     | 2011 UR86  | 28 jul 2005 | Palomar          | NEAT                     | —         | MPC                           |
| 312855     | 2011 UO87  | 7 mai 2010  | Mount Lemmon     | Mount Lemmon Survey      | —         | MPC                           |
| 312856     | 2011 UY87  | 5 nov 2007  | Mount Lemmon     | Mount Lemmon Survey      | —         | MPC                           |
| 312857     | 2011 UK88  | 11 abr 2005 | Mount Lemmon     | Mount Lemmon Survey      | —         | MPC                           |
| 312858     | 2011 UK89  | 23 mar 2003 | Kitt Peak        | Spacewatch               | —         | MPC                           |
| 312859     | 2011 UL113 | 14 dez 2004 | Socorro          | LINEAR                   | —         | MPC                           |
| 312860     | 2011 UB125 | 26 mar 2003 | Kitt Peak        | Spacewatch               | —         | MPC                           |
| 312861     | 2011 UO126 | 8 jan 2008  | Gaisberg         | R. Gierlinger            | —         | MPC                           |
| 312862     | 2011 UP141 | 5 dez 2007  | Kitt Peak        | Spacewatch               | —         | MPC                           |
| 312863     | 2011 UX141 | 11 out 1977 | Palomar          | PLS                      | —         | MPC                           |
| 312864     | 2011 US145 | 19 set 2001 | Socorro          | LINEAR                   | —         | MPC                           |
| 312865     | 2011 UC152 | 18 mar 2004 | Socorro          | LINEAR                   | —         | MPC                           |
| 312866     | 2011 UY152 | 1 mai 2003  | Kitt Peak        | Spacewatch               | —         | MPC                           |
| 312867     | 2011 UP154 | 13 jan 2005 | Kitt Peak        | Spacewatch               | —         | MPC                           |
| 312868     | 2011 UQ154 | 2 dez 2004  | Socorro          | LINEAR                   | —         | MPC                           |
| 312869     | 2011 UL160 | 2 abr 2005  | Kitt Peak        | Spacewatch               | —         | MPC                           |
| 312870     | 2011 UA161 | 20 out 2001 | Palomar          | NEAT                     | —         | MPC                           |
| 312871     | 2011 UL161 | 29 ago 2005 | Kitt Peak        | Spacewatch               | —         | MPC                           |
| 312872     | 2011 UU163 | 9 nov 2004  | Catalina         | CSS                      | —         | MPC                           |
| 312873     | 2011 UD164 | 11 out 1977 | Palomar          | PLS                      | —         | MPC                           |
| 312874     | 2011 UM165 | 7 out 2004  | Palomar          | NEAT                     | —         | MPC                           |
| 312875     | 2011 UJ174 | 31 out 2002 | Socorro          | LINEAR                   | —         | MPC                           |
| 312876     | 2011 UY177 | 30 set 2005 | Anderson Mesa    | LONEOS                   | —         | MPC                           |
| 312877     | 2011 UY179 | 15 set 1993 | La Silla         | H. Debehogne, E. W. Elst | —         | MPC                           |
| 312878     | 2011 UA180 | 10 out 1999 | Socorro          | LINEAR                   | —         | MPC                           |
| 312879     | 2011 UC192 | 30 dez 2007 | Mount Lemmon     | Mount Lemmon Survey      | —         | MPC                           |
| 312880     | 2011 UL196 | 10 mar 2002 | Kitt Peak        | Spacewatch               | —         | MPC                           |
| 312881     | 2011 UU199 | 19 ago 2006 | Kitt Peak        | Spacewatch               | —         | MPC                           |
| 312882     | 2011 UV202 | 8 abr 2008  | Catalina         | CSS                      | —         | MPC                           |
| 312883     | 2011 UW203 | 21 jan 2008 | Mount Lemmon     | Mount Lemmon Survey      | —         | MPC                           |
| 312884     | 2011 UL242 | 29 jul 2002 | Palomar          | NEAT                     | —         | MPC                           |
| 312885     | 2011 UO251 | 3 out 2006  | Mount Lemmon     | Mount Lemmon Survey      | —         | MPC                           |
| 312886     | 2011 UK252 | 27 mai 2000 | Socorro          | LINEAR                   | —         | MPC                           |
| 312887     | 2011 US253 | 19 dez 2000 | Socorro          | LINEAR                   | —         | MPC                           |
| 312888     | 2011 UN254 | 2 abr 2000  | Kitt Peak        | Spacewatch               | —         | MPC                           |
| 312889     | 2011 UV262 | 19 set 2006 | Kitt Peak        | Spacewatch               | —         | MPC                           |
| 312890     | 2011 UL263 | 18 dez 2007 | Mount Lemmon     | Mount Lemmon Survey      | —         | MPC                           |
| 312891     | 2011 UB266 | 28 mai 2000 | Kitt Peak        | Spacewatch               | —         | MPC                           |
| 312892     | 2011 UE268 | 24 nov 2000 | Anderson Mesa    | LONEOS                   | Ursula    | MPC                           |
| 312893     | 2011 UE271 | 24 abr 2003 | Kitt Peak        | Spacewatch               | —         | MPC                           |
| 312894     | 2011 UY271 | 14 dez 2003 | Kitt Peak        | Spacewatch               | —         | MPC                           |
| 312895     | 2011 UB281 | 19 abr 1998 | Kitt Peak        | Spacewatch               | —         | MPC                           |
| 312896     | 2011 UG281 | 24 out 2004 | Anderson Mesa    | LONEOS                   | —         | MPC                           |
| 312897     | 2011 UH285 | 13 mai 2005 | Mount Lemmon     | Mount Lemmon Survey      | —         | MPC                           |
| 312898     | 2011 UT285 | 16 fev 2004 | Kitt Peak        | Spacewatch               | —         | MPC                           |
| 312899     | 2011 US296 | 22 abr 2004 | Socorro          | LINEAR                   | —         | MPC                           |
| 312900     | 2011 UM297 | 21 mar 2010 | Kitt Peak        | Spacewatch               | —         | MPC                           |

## 312901–313000
| Designação | Designação | Descoberta  | Descoberta    | Descobridor(es)        | Categoria | Mais informações / Referência |
| Permanente | Provisória | Data        | Local         | Descobridor(es)        | Categoria | Mais informações / Referência |
| ---------- | ---------- | ----------- | ------------- | ---------------------- | --------- | ----------------------------- |
| 312901     | 2011 UH300 | 5 fev 2000  | Kitt Peak     | Spacewatch             | —         | MPC                           |
| 312902     | 2011 UL300 | 1 out 2005  | Catalina      | CSS                    | —         | MPC                           |
| 312903     | 2011 UQ300 | 7 jan 2003  | Socorro       | LINEAR                 | —         | MPC                           |
| 312904     | 2011 UO309 | 30 set 2006 | Mount Lemmon  | Mount Lemmon Survey    | —         | MPC                           |
| 312905     | 2011 UH317 | 29 ago 2006 | Catalina      | CSS                    | —         | MPC                           |
| 312906     | 2011 UC319 | 20 jun 1998 | Kitt Peak     | Spacewatch             | —         | MPC                           |
| 312907     | 2011 UZ327 | 24 set 1995 | Kitt Peak     | Spacewatch             | —         | MPC                           |
| 312908     | 2011 UA332 | 5 dez 2002  | Socorro       | LINEAR                 | —         | MPC                           |
| 312909     | 2011 UQ334 | 3 ago 2000  | Kitt Peak     | Spacewatch             | —         | MPC                           |
| 312910     | 2011 UT338 | 9 jun 2007  | Catalina      | CSS                    | —         | MPC                           |
| 312911     | 2011 UC363 | 15 dez 2006 | Kitt Peak     | Spacewatch             | —         | MPC                           |
| 312912     | 2011 UZ400 | 18 nov 1995 | Kitt Peak     | Spacewatch             | —         | MPC                           |
| 312913     | 2011 VV4   | 29 out 2005 | Mount Lemmon  | Mount Lemmon Survey    | —         | MPC                           |
| 312914     | 2011 VU12  | 14 jan 2002 | Palomar       | NEAT                   | —         | MPC                           |
| 312915     | 2011 VG14  | 18 mar 2004 | Kitt Peak     | Spacewatch             | —         | MPC                           |
| 312916     | 2011 VU14  | 20 set 2001 | Socorro       | LINEAR                 | —         | MPC                           |
| 312917     | 2011 WH1   | 30 set 2005 | Mount Lemmon  | Mount Lemmon Survey    | Brangane  | MPC                           |
| 312918     | 2011 WV1   | 22 dez 1998 | Kitt Peak     | Spacewatch             | —         | MPC                           |
| 312919     | 2011 WU9   | 12 fev 2004 | Kitt Peak     | Spacewatch             | —         | MPC                           |
| 312920     | 2011 WD14  | 26 set 1998 | Socorro       | LINEAR                 | —         | MPC                           |
| 312921     | 2011 WF16  | 26 mar 2000 | Anderson Mesa | LONEOS                 | —         | MPC                           |
| 312922     | 2011 WL17  | 18 dez 1995 | Kitt Peak     | Spacewatch             | —         | MPC                           |
| 312923     | 2011 WA32  | 13 fev 2002 | Kitt Peak     | Spacewatch             | —         | MPC                           |
| 312924     | 2011 WN35  | 25 dez 2006 | Kitt Peak     | Spacewatch             | —         | MPC                           |
| 312925     | 2011 WX39  | 9 mai 2005  | Catalina      | CSS                    | —         | MPC                           |
| 312926     | 2011 WN55  | 24 abr 2006 | Kitt Peak     | Spacewatch             | —         | MPC                           |
| 312927     | 2011 WM58  | 7 abr 2005  | Mount Lemmon  | Mount Lemmon Survey    | —         | MPC                           |
| 312928     | 2011 WT59  | 29 jan 1998 | Kitt Peak     | Spacewatch             | Themis    | MPC                           |
| 312929     | 2011 WM60  | 27 dez 2006 | Mount Lemmon  | Mount Lemmon Survey    | Ursula    | MPC                           |
| 312930     | 2011 WN61  | 11 mar 2005 | Mount Lemmon  | Mount Lemmon Survey    | —         | MPC                           |
| 312931     | 2011 WY66  | 16 jan 2008 | Kitt Peak     | Spacewatch             | —         | MPC                           |
| 312932     | 2011 WV69  | 28 ago 2003 | Palomar       | NEAT                   | —         | MPC                           |
| 312933     | 2011 WD80  | 7 fev 1999  | Kitt Peak     | Spacewatch             | Themis    | MPC                           |
| 312934     | 2011 WS83  | 27 nov 2000 | Socorro       | LINEAR                 | —         | MPC                           |
| 312935     | 5042 T-3   | 16 out 1977 | Palomar       | PLS                    | —         | MPC                           |
| 312936     | 1979 MT3   | 25 jun 1979 | Siding Spring | E. F. Helin, S. J. Bus | —         | MPC                           |
| 312937     | 1993 RU14  | 15 set 1993 | La Silla      | E. W. Elst             | Meliboea  | MPC                           |
| 312938     | 1994 AY6   | 7 jan 1994  | Kitt Peak     | Spacewatch             | —         | MPC                           |
| 312939     | 1994 SW12  | 29 set 1994 | Kitt Peak     | Spacewatch             | —         | MPC                           |
| 312940     | 1994 UC10  | 28 out 1994 | Kitt Peak     | Spacewatch             | —         | MPC                           |
| 312941     | 1995 BJ12  | 31 jan 1995 | Kitt Peak     | Spacewatch             | —         | MPC                           |
| 312942     | 1995 EK1   | 7 mar 1995  | Oizumi        | T. Kobayashi           | —         | MPC                           |
| 312943     | 1995 EQ5   | 2 mar 1995  | Kitt Peak     | Spacewatch             | —         | MPC                           |
| 312944     | 1995 FK8   | 26 mar 1995 | Kitt Peak     | Spacewatch             | —         | MPC                           |
| 312945     | 1995 FE19  | 29 mar 1995 | Kitt Peak     | Spacewatch             | —         | MPC                           |
| 312946     | 1995 SN35  | 18 set 1995 | Kitt Peak     | Spacewatch             | —         | MPC                           |
| 312947     | 1995 SC46  | 26 set 1995 | Kitt Peak     | Spacewatch             | Mitidika  | MPC                           |
| 312948     | 1995 SF80  | 26 set 1995 | Kitt Peak     | Spacewatch             | Vesta     | MPC                           |
| 312949     | 1995 UG82  | 28 out 1995 | Kitt Peak     | Spacewatch             | —         | MPC                           |
| 312950     | 1995 WP11  | 16 nov 1995 | Kitt Peak     | Spacewatch             | —         | MPC                           |
| 312951     | 1995 YQ11  | 18 dez 1995 | Kitt Peak     | Spacewatch             | —         | MPC                           |
| 312952     | 1996 AN6   | 12 jan 1996 | Kitt Peak     | Spacewatch             | —         | MPC                           |
| 312953     | 1996 BM10  | 21 jan 1996 | Kitt Peak     | Spacewatch             | —         | MPC                           |
| 312954     | 1996 GF13  | 11 abr 1996 | Kitt Peak     | Spacewatch             | —         | MPC                           |
| 312955     | 1996 RB19  | 15 set 1996 | Kitt Peak     | Spacewatch             | Vesta     | MPC                           |
| 312956     | 1997 CZ3   | 2 fev 1997  | Kitt Peak     | Spacewatch             | —         | MPC                           |
| 312957     | 1997 JQ9   | 6 mai 1997  | Kitt Peak     | Spacewatch             | —         | MPC                           |
| 312958     | 1997 QP2   | 30 ago 1997 | Haleakala     | NEAT                   | —         | MPC                           |
| 312959     | 1997 SH9   | 27 set 1997 | Kitt Peak     | Spacewatch             | —         | MPC                           |
| 312960     | 1997 SP11  | 27 set 1997 | Kitt Peak     | Spacewatch             | —         | MPC                           |
| 312961     | 1997 SG30  | 30 set 1997 | Kitt Peak     | Spacewatch             | Vesta     | MPC                           |
| 312962     | 1997 SM30  | 30 set 1997 | Kitt Peak     | Spacewatch             | Vesta     | MPC                           |
| 312963     | 1997 YO8   | 21 dez 1997 | Kitt Peak     | Spacewatch             | —         | MPC                           |
| 312964     | 1998 DU25  | 23 fev 1998 | Kitt Peak     | Spacewatch             | —         | MPC                           |
| 312965     | 1998 EW9   | 5 mar 1998  | Xinglong      | SCAP                   | —         | MPC                           |
| 312966     | 1998 HE5   | 22 abr 1998 | Kitt Peak     | Spacewatch             | —         | MPC                           |
| 312967     | 1998 QW28  | 23 ago 1998 | Xinglong      | SCAP                   | Ursula    | MPC                           |
| 312968     | 1998 QS97  | 24 ago 1998 | Socorro       | LINEAR                 | —         | MPC                           |
| 312969     | 1998 SK34  | 26 set 1998 | Socorro       | LINEAR                 | —         | MPC                           |
| 312970     | 1998 SZ34  | 26 set 1998 | Socorro       | LINEAR                 | —         | MPC                           |
| 312971     | 1998 VE34  | 15 nov 1998 | Gekko         | T. Kagawa              | —         | MPC                           |
| 312972     | 1998 WO    | 17 nov 1998 | Cocoa         | I. P. Griffin          | —         | MPC                           |
| 312973     | 1999 BX10  | 19 jan 1999 | Caussols      | ODAS                   | —         | MPC                           |
| 312974     | 1999 CU8   | 10 fev 1999 | Socorro       | LINEAR                 | —         | MPC                           |
| 312975     | 1999 CZ70  | 12 fev 1999 | Socorro       | LINEAR                 | —         | MPC                           |
| 312976     | 1999 CN159 | 10 fev 1999 | Kitt Peak     | Spacewatch             | Eos       | MPC                           |
| 312977     | 1999 FO73  | 20 mar 1999 | Apache Point  | SDSS                   | —         | MPC                           |
| 312978     | 1999 JG29  | 10 mai 1999 | Socorro       | LINEAR                 | —         | MPC                           |
| 312979     | 1999 KT4   | 18 mai 1999 | Socorro       | LINEAR                 | —         | MPC                           |
| 312980     | 1999 RK60  | 7 set 1999  | Socorro       | LINEAR                 | —         | MPC                           |
| 312981     | 1999 RV123 | 13 set 1999 | Kitt Peak     | Spacewatch             | —         | MPC                           |
| 312982     | 1999 RC206 | 8 set 1999  | Socorro       | LINEAR                 | —         | MPC                           |
| 312983     | 1999 RA236 | 8 set 1999  | Catalina      | CSS                    | —         | MPC                           |
| 312984     | 1999 SH21  | 30 set 1999 | Kitt Peak     | Spacewatch             | —         | MPC                           |
| 312985     | 1999 TF45  | 3 out 1999  | Kitt Peak     | Spacewatch             | —         | MPC                           |
| 312986     | 1999 TU47  | 4 out 1999  | Kitt Peak     | Spacewatch             | —         | MPC                           |
| 312987     | 1999 TC63  | 7 out 1999  | Kitt Peak     | Spacewatch             | Brangane  | MPC                           |
| 312988     | 1999 TA67  | 8 out 1999  | Kitt Peak     | Spacewatch             | —         | MPC                           |
| 312989     | 1999 TV72  | 9 out 1999  | Kitt Peak     | Spacewatch             | Ursula    | MPC                           |
| 312990     | 1999 TQ77  | 10 out 1999 | Kitt Peak     | Spacewatch             | Mitidika  | MPC                           |
| 312991     | 1999 TZ126 | 15 out 1999 | Socorro       | LINEAR                 | —         | MPC                           |
| 312992     | 1999 TU156 | 9 out 1999  | Socorro       | LINEAR                 | —         | MPC                           |
| 312993     | 1999 TH170 | 10 out 1999 | Socorro       | LINEAR                 | —         | MPC                           |
| 312994     | 1999 TG175 | 10 out 1999 | Socorro       | LINEAR                 | —         | MPC                           |
| 312995     | 1999 TA191 | 12 out 1999 | Socorro       | LINEAR                 | —         | MPC                           |
| 312996     | 1999 TJ237 | 4 out 1999  | Kitt Peak     | Spacewatch             | —         | MPC                           |
| 312997     | 1999 TG245 | 7 out 1999  | Catalina      | CSS                    | —         | MPC                           |
| 312998     | 1999 TL250 | 9 out 1999  | Catalina      | CSS                    | —         | MPC                           |
| 312999     | 1999 TU255 | 9 out 1999  | Kitt Peak     | Spacewatch             | —         | MPC                           |
| 313000     | 1999 TV262 | 15 out 1999 | Kitt Peak     | Spacewatch             | —         | MPC                           |